# Lista de asteroides (330001-331000)
Esta é uma lista parcial de asteroides, do asteroide número 330001 até o 331000, inclusive. Veja também o índice com todas as listas disponíveis.

| Objeto Próximos à Terra | Cinturão de asteroides (interno) | Cinturão de asteroides (externo) | Centauro       |
| Cruzador de Marte       | Cinturão de asteroides (meio)    | Troianos de Júpiter              | Transnetuniano |

Veja mais dados de cada asteroide na ligação externa para o Minor Planet Center na última coluna.
Índice: 330001... 330101... 330201... 330301... 330401... 330501... 330601... 330701... 330801... 330901... 

## 330001–330100
| Designação | Designação | Descoberta  | Descoberta        | Descobridor(es)          | Categoria | Mais informações / Referência |
| Permanente | Provisória | Data        | Local             | Descobridor(es)          | Categoria | Mais informações / Referência |
| ---------- | ---------- | ----------- | ----------------- | ------------------------ | --------- | ----------------------------- |
| 330001     | 2005 TA117 | 1 out 2005  | Catalina          | CSS                      | —         | MPC                           |
| 330002     | 2005 TV119 | 7 out 2005  | Kitt Peak         | Spacewatch               | —         | MPC                           |
| 330003     | 2005 TC131 | 7 out 2005  | Kitt Peak         | Spacewatch               | —         | MPC                           |
| 330004     | 2005 TG136 | 6 out 2005  | Kitt Peak         | Spacewatch               | —         | MPC                           |
| 330005     | 2005 TD147 | 8 out 2005  | Kitt Peak         | Spacewatch               | —         | MPC                           |
| 330006     | 2005 TS165 | 9 out 2005  | Kitt Peak         | Spacewatch               | —         | MPC                           |
| 330007     | 2005 TY170 | 7 out 2005  | Socorro           | LINEAR                   | —         | MPC                           |
| 330008     | 2005 TS190 | 1 out 2005  | Mount Lemmon      | Mount Lemmon Survey      | —         | MPC                           |
| 330009     | 2005 UA19  | 22 out 2005 | Kitt Peak         | Spacewatch               | —         | MPC                           |
| 330010     | 2005 US34  | 24 out 2005 | Kitt Peak         | Spacewatch               | —         | MPC                           |
| 330011     | 2005 UF42  | 21 out 2005 | Pla D'Arguines    | Pla D'Arguines Obs.      | —         | MPC                           |
| 330012     | 2005 UX46  | 22 out 2005 | Kitt Peak         | Spacewatch               | —         | MPC                           |
| 330013     | 2005 UM55  | 23 out 2005 | Catalina          | CSS                      | —         | MPC                           |
| 330014     | 2005 UD64  | 25 out 2005 | Catalina          | CSS                      | —         | MPC                           |
| 330015     | 2005 UN73  | 23 out 2005 | Palomar           | NEAT                     | —         | MPC                           |
| 330016     | 2005 UE79  | 25 out 2005 | Catalina          | CSS                      | Phocaea   | MPC                           |
| 330017     | 2005 UQ83  | 22 out 2005 | Kitt Peak         | Spacewatch               | —         | MPC                           |
| 330018     | 2005 UU92  | 22 out 2005 | Kitt Peak         | Spacewatch               | —         | MPC                           |
| 330019     | 2005 UC98  | 22 out 2005 | Kitt Peak         | Spacewatch               | —         | MPC                           |
| 330020     | 2005 UP100 | 22 out 2005 | Kitt Peak         | Spacewatch               | —         | MPC                           |
| 330021     | 2005 UC106 | 22 out 2005 | Kitt Peak         | Spacewatch               | —         | MPC                           |
| 330022     | 2005 UM108 | 22 out 2005 | Kitt Peak         | Spacewatch               | —         | MPC                           |
| 330023     | 2005 UW116 | 23 out 2005 | Catalina          | CSS                      | —         | MPC                           |
| 330024     | 2005 UV122 | 24 out 2005 | Kitt Peak         | Spacewatch               | —         | MPC                           |
| 330025     | 2005 UT125 | 24 out 2005 | Kitt Peak         | Spacewatch               | —         | MPC                           |
| 330026     | 2005 UV129 | 24 out 2005 | Kitt Peak         | Spacewatch               | —         | MPC                           |
| 330027     | 2005 UF142 | 25 out 2005 | Catalina          | CSS                      | —         | MPC                           |
| 330028     | 2005 UW157 | 28 out 2005 | Bergisch Gladbach | W. Bickel                | —         | MPC                           |
| 330029     | 2005 UH172 | 24 out 2005 | Kitt Peak         | Spacewatch               | —         | MPC                           |
| 330030     | 2005 UQ180 | 24 out 2005 | Kitt Peak         | Spacewatch               | —         | MPC                           |
| 330031     | 2005 UE191 | 27 out 2005 | Mount Lemmon      | Mount Lemmon Survey      | —         | MPC                           |
| 330032     | 2005 UN193 | 22 out 2005 | Kitt Peak         | Spacewatch               | —         | MPC                           |
| 330033     | 2005 UB199 | 25 out 2005 | Kitt Peak         | Spacewatch               | —         | MPC                           |
| 330034     | 2005 UR216 | 25 out 2005 | Mount Lemmon      | Mount Lemmon Survey      | —         | MPC                           |
| 330035     | 2005 UL218 | 25 out 2005 | Kitt Peak         | Spacewatch               | —         | MPC                           |
| 330036     | 2005 UH232 | 25 out 2005 | Mount Lemmon      | Mount Lemmon Survey      | —         | MPC                           |
| 330037     | 2005 UF233 | 25 out 2005 | Kitt Peak         | Spacewatch               | —         | MPC                           |
| 330038     | 2005 UA234 | 25 out 2005 | Kitt Peak         | Spacewatch               | —         | MPC                           |
| 330039     | 2005 UO238 | 25 out 2005 | Kitt Peak         | Spacewatch               | —         | MPC                           |
| 330040     | 2005 UV280 | 24 out 2005 | Kitt Peak         | Spacewatch               | —         | MPC                           |
| 330041     | 2005 UX281 | 25 out 2005 | Mount Lemmon      | Mount Lemmon Survey      | —         | MPC                           |
| 330042     | 2005 UN286 | 26 out 2005 | Kitt Peak         | Spacewatch               | —         | MPC                           |
| 330043     | 2005 UD308 | 27 out 2005 | Mount Lemmon      | Mount Lemmon Survey      | —         | MPC                           |
| 330044     | 2005 UK310 | 29 out 2005 | Mount Lemmon      | Mount Lemmon Survey      | —         | MPC                           |
| 330045     | 2005 UC313 | 29 out 2005 | Catalina          | CSS                      | —         | MPC                           |
| 330046     | 2005 UR315 | 25 out 2005 | Kitt Peak         | Spacewatch               | —         | MPC                           |
| 330047     | 2005 UB328 | 30 out 2005 | Mount Lemmon      | Mount Lemmon Survey      | —         | MPC                           |
| 330048     | 2005 UU328 | 28 out 2005 | Mount Lemmon      | Mount Lemmon Survey      | —         | MPC                           |
| 330049     | 2005 UY332 | 29 out 2005 | Mount Lemmon      | Mount Lemmon Survey      | —         | MPC                           |
| 330050     | 2005 UN349 | 25 out 2005 | Catalina          | CSS                      | —         | MPC                           |
| 330051     | 2005 UE365 | 27 out 2005 | Kitt Peak         | Spacewatch               | —         | MPC                           |
| 330052     | 2005 UZ369 | 27 out 2005 | Kitt Peak         | Spacewatch               | —         | MPC                           |
| 330053     | 2005 UY372 | 27 out 2005 | Kitt Peak         | Spacewatch               | —         | MPC                           |
| 330054     | 2005 UY376 | 27 out 2005 | Kitt Peak         | Spacewatch               | —         | MPC                           |
| 330055     | 2005 UH388 | 26 out 2005 | Kitt Peak         | Spacewatch               | —         | MPC                           |
| 330056     | 2005 UC423 | 28 out 2005 | Uccle             | E. W. Elst, H. Debehogne | —         | MPC                           |
| 330057     | 2005 UR438 | 7 out 2005  | Catalina          | CSS                      | —         | MPC                           |
| 330058     | 2005 UU456 | 30 out 2005 | Palomar           | NEAT                     | —         | MPC                           |
| 330059     | 2005 UA461 | 28 out 2005 | Mount Lemmon      | Mount Lemmon Survey      | —         | MPC                           |
| 330060     | 2005 UM491 | 24 out 2005 | Palomar           | NEAT                     | —         | MPC                           |
| 330061     | 2005 UH515 | 22 out 2005 | Apache Point      | A. C. Becker             | —         | MPC                           |
| 330062     | 2005 UH530 | 27 out 2005 | Anderson Mesa     | LONEOS                   | —         | MPC                           |
| 330063     | 2005 VB1   | 3 nov 2005  | Socorro           | LINEAR                   | —         | MPC                           |
| 330064     | 2005 VX1   | 4 nov 2005  | Socorro           | LINEAR                   | —         | MPC                           |
| 330065     | 2005 VQ5   | 10 nov 2005 | Gnosca            | S. Sposetti              | —         | MPC                           |
| 330066     | 2005 VX25  | 2 nov 2005  | Mount Lemmon      | Mount Lemmon Survey      | —         | MPC                           |
| 330067     | 2005 VP32  | 4 nov 2005  | Kitt Peak         | Spacewatch               | —         | MPC                           |
| 330068     | 2005 VS38  | 3 nov 2005  | Mount Lemmon      | Mount Lemmon Survey      | —         | MPC                           |
| 330069     | 2005 VM53  | 4 nov 2005  | Socorro           | LINEAR                   | —         | MPC                           |
| 330070     | 2005 VG56  | 4 nov 2005  | Kitt Peak         | Spacewatch               | —         | MPC                           |
| 330071     | 2005 VK73  | 1 nov 2005  | Mount Lemmon      | Mount Lemmon Survey      | —         | MPC                           |
| 330072     | 2005 VK75  | 1 nov 2005  | Kitt Peak         | Spacewatch               | —         | MPC                           |
| 330073     | 2005 VP85  | 4 nov 2005  | Kitt Peak         | Spacewatch               | —         | MPC                           |
| 330074     | 2005 VD95  | 6 nov 2005  | Kitt Peak         | Spacewatch               | —         | MPC                           |
| 330075     | 2005 VG109 | 6 nov 2005  | Mount Lemmon      | Mount Lemmon Survey      | —         | MPC                           |
| 330076     | 2005 VU109 | 6 nov 2005  | Mount Lemmon      | Mount Lemmon Survey      | —         | MPC                           |
| 330077     | 2005 VZ113 | 4 nov 2005  | Kitt Peak         | Spacewatch               | —         | MPC                           |
| 330078     | 2005 VE136 | 12 nov 2005 | Kitt Peak         | Spacewatch               | —         | MPC                           |
| 330079     | 2005 WH3   | 20 nov 2005 | Palomar           | NEAT                     | —         | MPC                           |
| 330080     | 2005 WV8   | 21 nov 2005 | Kitt Peak         | Spacewatch               | —         | MPC                           |
| 330081     | 2005 WV35  | 22 nov 2005 | Kitt Peak         | Spacewatch               | —         | MPC                           |
| 330082     | 2005 WZ53  | 25 nov 2005 | Mount Lemmon      | Mount Lemmon Survey      | Juno      | MPC                           |
| 330083     | 2005 WL57  | 30 nov 2005 | Mayhill           | iTelescope Obs.          | —         | MPC                           |
| 330084     | 2005 WA70  | 26 nov 2005 | Kitt Peak         | Spacewatch               | —         | MPC                           |
| 330085     | 2005 WE76  | 25 nov 2005 | Kitt Peak         | Spacewatch               | —         | MPC                           |
| 330086     | 2005 WZ89  | 26 nov 2005 | Mount Lemmon      | Mount Lemmon Survey      | —         | MPC                           |
| 330087     | 2005 WD90  | 26 nov 2005 | Mount Lemmon      | Mount Lemmon Survey      | —         | MPC                           |
| 330088     | 2005 WL90  | 28 nov 2005 | Socorro           | LINEAR                   | —         | MPC                           |
| 330089     | 2005 WP91  | 28 nov 2005 | Catalina          | CSS                      | —         | MPC                           |
| 330090     | 2005 WL92  | 25 out 2005 | Mount Lemmon      | Mount Lemmon Survey      | —         | MPC                           |
| 330091     | 2005 WS92  | 25 nov 2005 | Mount Lemmon      | Mount Lemmon Survey      | —         | MPC                           |
| 330092     | 2005 WV92  | 25 nov 2005 | Mount Lemmon      | Mount Lemmon Survey      | Koronis   | MPC                           |
| 330093     | 2005 WP103 | 26 nov 2005 | Catalina          | CSS                      | —         | MPC                           |
| 330094     | 2005 WM108 | 29 nov 2005 | Mount Lemmon      | Mount Lemmon Survey      | —         | MPC                           |
| 330095     | 2005 WC115 | 29 nov 2005 | Mount Lemmon      | Mount Lemmon Survey      | —         | MPC                           |
| 330096     | 2005 WA119 | 26 nov 2005 | Mount Lemmon      | Mount Lemmon Survey      | —         | MPC                           |
| 330097     | 2005 WU120 | 30 nov 2005 | Socorro           | LINEAR                   | Phocaea   | MPC                           |
| 330098     | 2005 WT123 | 1 out 2005  | Mount Lemmon      | Mount Lemmon Survey      | —         | MPC                           |
| 330099     | 2005 WM144 | 24 nov 2005 | Palomar           | NEAT                     | —         | MPC                           |
| 330100     | 2005 WW147 | 25 nov 2005 | Mount Lemmon      | Mount Lemmon Survey      | —         | MPC                           |

## 330101–330200
| Designação | Designação | Descoberta  | Descoberta       | Descobridor(es)      | Categoria | Mais informações / Referência |
| Permanente | Provisória | Data        | Local            | Descobridor(es)      | Categoria | Mais informações / Referência |
| ---------- | ---------- | ----------- | ---------------- | -------------------- | --------- | ----------------------------- |
| 330101     | 2005 WM176 | 30 nov 2005 | Kitt Peak        | Spacewatch           | —         | MPC                           |
| 330102     | 2005 WV183 | 20 dez 2001 | Apache Point     | SDSS                 | —         | MPC                           |
| 330103     | 2005 WD189 | 30 nov 2005 | Socorro          | LINEAR               | —         | MPC                           |
| 330104     | 2005 WF189 | 30 nov 2005 | Socorro          | LINEAR               | —         | MPC                           |
| 330105     | 2005 WV194 | 30 nov 2005 | Anderson Mesa    | LONEOS               | —         | MPC                           |
| 330106     | 2005 WG203 | 30 nov 2005 | Kitt Peak        | Spacewatch           | —         | MPC                           |
| 330107     | 2005 XT    | 2 dez 2005  | Mayhill          | A. Lowe              | —         | MPC                           |
| 330108     | 2005 XT6   | 2 dez 2005  | Mount Lemmon     | Mount Lemmon Survey  | —         | MPC                           |
| 330109     | 2005 XZ15  | 1 nov 2005  | Mount Lemmon     | Mount Lemmon Survey  | —         | MPC                           |
| 330110     | 2005 XU29  | 7 dez 2005  | Catalina         | CSS                  | Juno      | MPC                           |
| 330111     | 2005 XF30  | 1 dez 2005  | Mount Lemmon     | Mount Lemmon Survey  | —         | MPC                           |
| 330112     | 2005 XS36  | 4 dez 2005  | Kitt Peak        | Spacewatch           | —         | MPC                           |
| 330113     | 2005 XB41  | 6 dez 2005  | Kitt Peak        | Spacewatch           | —         | MPC                           |
| 330114     | 2005 XZ54  | 5 dez 2005  | Kitt Peak        | Spacewatch           | —         | MPC                           |
| 330115     | 2005 XK63  | 5 dez 2005  | Mount Lemmon     | Mount Lemmon Survey  | Eos       | MPC                           |
| 330116     | 2005 XX84  | 7 dez 2005  | Socorro          | LINEAR               | Juno      | MPC                           |
| 330117     | 2005 XC107 | 2 dez 2005  | Mauna Kea        | A. Boattini          | Ursula    | MPC                           |
| 330118     | 2005 XA112 | 2 dez 2005  | Kitt Peak        | M. W. Buie           | Themis    | MPC                           |
| 330119     | 2005 YL    | 20 dez 2005 | Calvin-Rehoboth  | Calvin–Rehoboth Obs. | —         | MPC                           |
| 330120     | 2005 YU20  | 24 dez 2005 | Kitt Peak        | Spacewatch           | —         | MPC                           |
| 330121     | 2005 YT24  | 24 dez 2005 | Kitt Peak        | Spacewatch           | —         | MPC                           |
| 330122     | 2005 YJ25  | 24 dez 2005 | Kitt Peak        | Spacewatch           | —         | MPC                           |
| 330123     | 2005 YO35  | 25 dez 2005 | Kitt Peak        | Spacewatch           | Maria     | MPC                           |
| 330124     | 2005 YZ44  | 25 dez 2005 | Kitt Peak        | Spacewatch           | —         | MPC                           |
| 330125     | 2005 YP48  | 22 dez 2005 | Kitt Peak        | Spacewatch           | —         | MPC                           |
| 330126     | 2005 YQ57  | 24 dez 2005 | Kitt Peak        | Spacewatch           | —         | MPC                           |
| 330127     | 2005 YW74  | 5 dez 2005  | Kitt Peak        | Spacewatch           | Eos       | MPC                           |
| 330128     | 2005 YT81  | 24 dez 2005 | Kitt Peak        | Spacewatch           | —         | MPC                           |
| 330129     | 2005 YN83  | 24 dez 2005 | Kitt Peak        | Spacewatch           | —         | MPC                           |
| 330130     | 2005 YO84  | 25 dez 2005 | Kitt Peak        | Spacewatch           | —         | MPC                           |
| 330131     | 2005 YE98  | 25 dez 2005 | Kitt Peak        | Spacewatch           | —         | MPC                           |
| 330132     | 2005 YM108 | 25 dez 2005 | Kitt Peak        | Spacewatch           | —         | MPC                           |
| 330133     | 2005 YS109 | 25 dez 2005 | Kitt Peak        | Spacewatch           | —         | MPC                           |
| 330134     | 2005 YJ126 | 26 dez 2005 | Kitt Peak        | Spacewatch           | —         | MPC                           |
| 330135     | 2005 YH137 | 26 dez 2005 | Kitt Peak        | Spacewatch           | —         | MPC                           |
| 330136     | 2005 YW144 | 28 dez 2005 | Mount Lemmon     | Mount Lemmon Survey  | —         | MPC                           |
| 330137     | 2005 YW151 | 26 dez 2005 | Kitt Peak        | Spacewatch           | —         | MPC                           |
| 330138     | 2005 YN172 | 7 jul 2002  | Palomar          | NEAT                 | Juno      | MPC                           |
| 330139     | 2005 YK188 | 28 dez 2005 | Mount Lemmon     | Mount Lemmon Survey  | —         | MPC                           |
| 330140     | 2005 YV188 | 28 dez 2005 | Mount Lemmon     | Mount Lemmon Survey  | —         | MPC                           |
| 330141     | 2005 YD200 | 26 dez 2005 | Kitt Peak        | Spacewatch           | —         | MPC                           |
| 330142     | 2005 YL241 | 30 dez 2005 | Kitt Peak        | Spacewatch           | —         | MPC                           |
| 330143     | 2005 YG266 | 27 dez 2005 | Kitt Peak        | Spacewatch           | Eos       | MPC                           |
| 330144     | 2006 AM6   | 4 jan 2006  | Socorro          | LINEAR               | —         | MPC                           |
| 330145     | 2006 AB30  | 2 jan 2006  | Mount Lemmon     | Mount Lemmon Survey  | —         | MPC                           |
| 330146     | 2006 AG31  | 5 jan 2006  | Kitt Peak        | Spacewatch           | —         | MPC                           |
| 330147     | 2006 AT44  | 7 jan 2006  | Mount Lemmon     | Mount Lemmon Survey  | —         | MPC                           |
| 330148     | 2006 AQ69  | 6 jan 2006  | Kitt Peak        | Spacewatch           | —         | MPC                           |
| 330149     | 2006 AC77  | 6 jan 2006  | Kitt Peak        | Spacewatch           | —         | MPC                           |
| 330150     | 2006 AD80  | 4 jan 2006  | Mount Lemmon     | Mount Lemmon Survey  | —         | MPC                           |
| 330151     | 2006 BP5   | 21 jan 2006 | Kitt Peak        | Spacewatch           | —         | MPC                           |
| 330152     | 2006 BY22  | 22 jan 2006 | Mount Lemmon     | Mount Lemmon Survey  | —         | MPC                           |
| 330153     | 2006 BX29  | 23 jan 2006 | Nyukasa          | Mount Nyukasa Stn.   | —         | MPC                           |
| 330154     | 2006 BA35  | 22 jan 2006 | Mount Lemmon     | Mount Lemmon Survey  | —         | MPC                           |
| 330155     | 2006 BY35  | 23 jan 2006 | Kitt Peak        | Spacewatch           | —         | MPC                           |
| 330156     | 2006 BR38  | 23 jan 2006 | Mount Lemmon     | Mount Lemmon Survey  | —         | MPC                           |
| 330157     | 2006 BJ54  | 25 jan 2006 | Kitt Peak        | Spacewatch           | —         | MPC                           |
| 330158     | 2006 BX55  | 25 jan 2006 | Anderson Mesa    | LONEOS               | —         | MPC                           |
| 330159     | 2006 BO59  | 25 jan 2006 | Kitt Peak        | Spacewatch           | —         | MPC                           |
| 330160     | 2006 BN78  | 23 jan 2006 | Catalina         | CSS                  | —         | MPC                           |
| 330161     | 2006 BQ123 | 26 jan 2006 | Kitt Peak        | Spacewatch           | —         | MPC                           |
| 330162     | 2006 BR133 | 26 jan 2006 | Mount Lemmon     | Mount Lemmon Survey  | —         | MPC                           |
| 330163     | 2006 BS139 | 29 jan 2006 | Kitt Peak        | Spacewatch           | —         | MPC                           |
| 330164     | 2006 BS141 | 25 jan 2006 | Kitt Peak        | Spacewatch           | —         | MPC                           |
| 330165     | 2006 BA142 | 8 jan 2006  | Kitt Peak        | Spacewatch           | Brangane  | MPC                           |
| 330166     | 2006 BR147 | 31 jan 2006 | 7300 Observatory | W. K. Y. Yeung       | —         | MPC                           |
| 330167     | 2006 BO155 | 25 jan 2006 | Kitt Peak        | Spacewatch           | —         | MPC                           |
| 330168     | 2006 BA204 | 31 jan 2006 | Kitt Peak        | Spacewatch           | —         | MPC                           |
| 330169     | 2006 BS206 | 31 jan 2006 | Mount Lemmon     | Mount Lemmon Survey  | Maria     | MPC                           |
| 330170     | 2006 BC210 | 31 jan 2006 | Kitt Peak        | Spacewatch           | —         | MPC                           |
| 330171     | 2006 BW211 | 31 jan 2006 | Kitt Peak        | Spacewatch           | —         | MPC                           |
| 330172     | 2006 BY219 | 30 jan 2006 | Kitt Peak        | Spacewatch           | —         | MPC                           |
| 330173     | 2006 BY258 | 31 jan 2006 | Kitt Peak        | Spacewatch           | —         | MPC                           |
| 330174     | 2006 CZ8   | 1 fev 2006  | Mount Lemmon     | Mount Lemmon Survey  | —         | MPC                           |
| 330175     | 2006 CY14  | 1 fev 2006  | Kitt Peak        | Spacewatch           | —         | MPC                           |
| 330176     | 2006 CD40  | 21 jan 2006 | Kitt Peak        | Spacewatch           | Brangane  | MPC                           |
| 330177     | 2006 CJ67  | 2 fev 2006  | Mount Lemmon     | Mount Lemmon Survey  | —         | MPC                           |
| 330178     | 2006 DD6   | 20 fev 2006 | Catalina         | CSS                  | —         | MPC                           |
| 330179     | 2006 DW24  | 20 fev 2006 | Kitt Peak        | Spacewatch           | —         | MPC                           |
| 330180     | 2006 DA25  | 20 fev 2006 | Kitt Peak        | Spacewatch           | —         | MPC                           |
| 330181     | 2006 DQ47  | 21 fev 2006 | Mount Lemmon     | Mount Lemmon Survey  | —         | MPC                           |
| 330182     | 2006 DM51  | 24 fev 2006 | Kitt Peak        | Spacewatch           | —         | MPC                           |
| 330183     | 2006 DJ53  | 24 fev 2006 | Kitt Peak        | Spacewatch           | —         | MPC                           |
| 330184     | 2006 DF56  | 24 fev 2006 | Mount Lemmon     | Mount Lemmon Survey  | —         | MPC                           |
| 330185     | 2006 DV64  | 31 jan 2006 | Kitt Peak        | Spacewatch           | —         | MPC                           |
| 330186     | 2006 DD76  | 31 jan 2006 | Kitt Peak        | Spacewatch           | —         | MPC                           |
| 330187     | 2006 DW76  | 24 fev 2006 | Kitt Peak        | Spacewatch           | —         | MPC                           |
| 330188     | 2006 DC78  | 31 jan 2006 | Kitt Peak        | Spacewatch           | —         | MPC                           |
| 330189     | 2006 DE78  | 24 fev 2006 | Kitt Peak        | Spacewatch           | —         | MPC                           |
| 330190     | 2006 DH78  | 24 fev 2006 | Kitt Peak        | Spacewatch           | —         | MPC                           |
| 330191     | 2006 DC83  | 24 fev 2006 | Kitt Peak        | Spacewatch           | —         | MPC                           |
| 330192     | 2006 DH87  | 24 fev 2006 | Kitt Peak        | Spacewatch           | —         | MPC                           |
| 330193     | 2006 DO87  | 7 jan 2006  | Mount Lemmon     | Mount Lemmon Survey  | —         | MPC                           |
| 330194     | 2006 DD90  | 24 fev 2006 | Kitt Peak        | Spacewatch           | Brangane  | MPC                           |
| 330195     | 2006 DD115 | 27 fev 2006 | Kitt Peak        | Spacewatch           | Ursula    | MPC                           |
| 330196     | 2006 DA173 | 27 fev 2006 | Kitt Peak        | Spacewatch           | —         | MPC                           |
| 330197     | 2006 DQ190 | 27 fev 2006 | Kitt Peak        | Spacewatch           | —         | MPC                           |
| 330198     | 2006 EC9   | 2 mar 2006  | Kitt Peak        | Spacewatch           | —         | MPC                           |
| 330199     | 2006 ET12  | 2 mar 2006  | Kitt Peak        | Spacewatch           | —         | MPC                           |
| 330200     | 2006 EK44  | 25 fev 2006 | Anderson Mesa    | LONEOS               | —         | MPC                           |

## 330201–330300
| Designação | Designação | Descoberta  | Descoberta      | Descobridor(es)     | Categoria | Mais informações / Referência |
| Permanente | Provisória | Data        | Local           | Descobridor(es)     | Categoria | Mais informações / Referência |
| ---------- | ---------- | ----------- | --------------- | ------------------- | --------- | ----------------------------- |
| 330201     | 2006 FT5   | 25 fev 2006 | Kitt Peak       | Spacewatch          | —         | MPC                           |
| 330202     | 2006 FG13  | 23 mar 2006 | Kitt Peak       | Spacewatch          | —         | MPC                           |
| 330203     | 2006 FB15  | 23 mar 2006 | Kitt Peak       | Spacewatch          | —         | MPC                           |
| 330204     | 2006 FE16  | 23 mar 2006 | Mount Lemmon    | Mount Lemmon Survey | Ursula    | MPC                           |
| 330205     | 2006 FR16  | 23 mar 2006 | Catalina        | CSS                 | —         | MPC                           |
| 330206     | 2006 FE38  | 23 mar 2006 | Kitt Peak       | Spacewatch          | —         | MPC                           |
| 330207     | 2006 FG40  | 26 set 2003 | Apache Point    | SDSS                | —         | MPC                           |
| 330208     | 2006 FW46  | 23 mar 2006 | Catalina        | CSS                 | —         | MPC                           |
| 330209     | 2006 FM47  | 24 mar 2006 | Anderson Mesa   | LONEOS              | —         | MPC                           |
| 330210     | 2006 FS50  | 26 mar 2006 | Catalina        | CSS                 | —         | MPC                           |
| 330211     | 2006 GC19  | 2 abr 2006  | Kitt Peak       | Spacewatch          | —         | MPC                           |
| 330212     | 2006 GD21  | 2 abr 2006  | Kitt Peak       | Spacewatch          | —         | MPC                           |
| 330213     | 2006 GD24  | 2 abr 2006  | Kitt Peak       | Spacewatch          | —         | MPC                           |
| 330214     | 2006 GE26  | 2 abr 2006  | Kitt Peak       | Spacewatch          | —         | MPC                           |
| 330215     | 2006 GC37  | 8 abr 2006  | Mount Lemmon    | Mount Lemmon Survey | —         | MPC                           |
| 330216     | 2006 GB38  | 2 abr 2006  | Anderson Mesa   | LONEOS              | —         | MPC                           |
| 330217     | 2006 GK39  | 13 abr 2006 | Palomar         | NEAT                | —         | MPC                           |
| 330218     | 2006 HX6   | 18 abr 2006 | Palomar         | NEAT                | —         | MPC                           |
| 330219     | 2006 HB12  | 19 abr 2006 | Kitt Peak       | Spacewatch          | —         | MPC                           |
| 330220     | 2006 HZ42  | 24 abr 2006 | Mount Lemmon    | Mount Lemmon Survey | —         | MPC                           |
| 330221     | 2006 HC49  | 25 abr 2006 | Kitt Peak       | Spacewatch          | —         | MPC                           |
| 330222     | 2006 HA74  | 25 abr 2006 | Kitt Peak       | Spacewatch          | —         | MPC                           |
| 330223     | 2006 HV77  | 2 mar 2006  | Mount Lemmon    | Mount Lemmon Survey | —         | MPC                           |
| 330224     | 2006 HQ115 | 26 abr 2006 | Kitt Peak       | Spacewatch          | —         | MPC                           |
| 330225     | 2006 JL26  | 4 mai 2006  | Reedy Creek     | J. Broughton        | —         | MPC                           |
| 330226     | 2006 JU26  | 7 mai 2006  | Wrightwood      | J. W. Young         | —         | MPC                           |
| 330227     | 2006 JC49  | 1 mai 2006  | Kitt Peak       | Spacewatch          | —         | MPC                           |
| 330228     | 2006 KV3   | 19 mai 2006 | Mount Lemmon    | Mount Lemmon Survey | —         | MPC                           |
| 330229     | 2006 KZ11  | 20 mai 2006 | Kitt Peak       | Spacewatch          | —         | MPC                           |
| 330230     | 2006 KH14  | 20 mai 2006 | Catalina        | CSS                 | —         | MPC                           |
| 330231     | 2006 KM22  | 20 mai 2006 | Catalina        | CSS                 | —         | MPC                           |
| 330232     | 2006 KQ44  | 10 out 2002 | Palomar         | NEAT                | —         | MPC                           |
| 330233     | 2006 KV86  | 26 mai 2006 | Mount Lemmon    | Mount Lemmon Survey | —         | MPC                           |
| 330234     | 2006 KJ91  | 25 mai 2006 | Kitt Peak       | Spacewatch          | —         | MPC                           |
| 330235     | 2006 KM92  | 25 mai 2006 | Kitt Peak       | Spacewatch          | —         | MPC                           |
| 330236     | 2006 KG120 | 31 mai 2006 | Kitt Peak       | Spacewatch          | —         | MPC                           |
| 330237     | 2006 MA10  | 21 jun 2006 | Kitt Peak       | Spacewatch          | Mitidika  | MPC                           |
| 330238     | 2006 PC42  | 14 ago 2006 | Palomar         | NEAT                | —         | MPC                           |
| 330239     | 2006 QN12  | 16 ago 2006 | Siding Spring   | SSS                 | —         | MPC                           |
| 330240     | 2006 QQ18  | 17 ago 2006 | Palomar         | NEAT                | —         | MPC                           |
| 330241     | 2006 QG55  | 20 ago 2006 | Palomar         | NEAT                | —         | MPC                           |
| 330242     | 2006 QK83  | 27 ago 2006 | Kitt Peak       | Spacewatch          | —         | MPC                           |
| 330243     | 2006 QE93  | 16 ago 2006 | Palomar         | NEAT                | —         | MPC                           |
| 330244     | 2006 QB94  | 16 ago 2006 | Palomar         | NEAT                | —         | MPC                           |
| 330245     | 2006 QZ99  | 24 ago 2006 | Socorro         | LINEAR              | —         | MPC                           |
| 330246     | 2006 QA126 | 16 ago 2006 | Palomar         | NEAT                | —         | MPC                           |
| 330247     | 2006 QT183 | 30 ago 2006 | Mayhill         | A. Lowe             | —         | MPC                           |
| 330248     | 2006 RO4   | 12 set 2006 | Catalina        | CSS                 | —         | MPC                           |
| 330249     | 2006 RA10  | 13 set 2006 | Palomar         | NEAT                | —         | MPC                           |
| 330250     | 2006 RF19  | 14 set 2006 | Kitt Peak       | Spacewatch          | —         | MPC                           |
| 330251     | 2006 RL38  | 13 set 2006 | Palomar         | NEAT                | —         | MPC                           |
| 330252     | 2006 RZ39  | 12 set 2006 | Catalina        | CSS                 | —         | MPC                           |
| 330253     | 2006 RF43  | 14 set 2006 | Kitt Peak       | Spacewatch          | —         | MPC                           |
| 330254     | 2006 RA46  | 14 set 2006 | Kitt Peak       | Spacewatch          | —         | MPC                           |
| 330255     | 2006 RZ52  | 14 set 2006 | Kitt Peak       | Spacewatch          | —         | MPC                           |
| 330256     | 2006 RX89  | 15 set 2006 | Kitt Peak       | Spacewatch          | —         | MPC                           |
| 330257     | 2006 RX93  | 15 set 2006 | Kitt Peak       | Spacewatch          | —         | MPC                           |
| 330258     | 2006 RL102 | 14 set 2006 | Palomar         | NEAT                | —         | MPC                           |
| 330259     | 2006 RL118 | 14 set 2006 | Mauna Kea       | J. Masiero          | Mitidika  | MPC                           |
| 330260     | 2006 SB7   | 17 set 2006 | Kitt Peak       | Spacewatch          | —         | MPC                           |
| 330261     | 2006 SZ7   | 16 set 2006 | Catalina        | CSS                 | —         | MPC                           |
| 330262     | 2006 SN14  | 17 set 2006 | Catalina        | CSS                 | —         | MPC                           |
| 330263     | 2006 SU22  | 17 set 2006 | Anderson Mesa   | LONEOS              | —         | MPC                           |
| 330264     | 2006 SR55  | 18 set 2006 | Catalina        | CSS                 | —         | MPC                           |
| 330265     | 2006 SJ57  | 17 set 2006 | Kitt Peak       | Spacewatch          | —         | MPC                           |
| 330266     | 2006 SR63  | 18 set 2006 | Catalina        | CSS                 | —         | MPC                           |
| 330267     | 2006 SE68  | 19 set 2006 | Kitt Peak       | Spacewatch          | —         | MPC                           |
| 330268     | 2006 SV68  | 19 set 2006 | Kitt Peak       | Spacewatch          | —         | MPC                           |
| 330269     | 2006 SD76  | 19 set 2006 | Kitt Peak       | Spacewatch          | —         | MPC                           |
| 330270     | 2006 SD96  | 18 set 2006 | Kitt Peak       | Spacewatch          | —         | MPC                           |
| 330271     | 2006 SE119 | 18 set 2006 | Catalina        | CSS                 | —         | MPC                           |
| 330272     | 2006 SY130 | 24 set 2006 | Calvin-Rehoboth | L. A. Molnar        | —         | MPC                           |
| 330273     | 2006 SM136 | 20 set 2006 | Catalina        | CSS                 | —         | MPC                           |
| 330274     | 2006 SK147 | 19 set 2006 | Kitt Peak       | Spacewatch          | —         | MPC                           |
| 330275     | 2006 SE203 | 25 set 2006 | Mount Lemmon    | Mount Lemmon Survey | —         | MPC                           |
| 330276     | 2006 SU208 | 26 set 2006 | Socorro         | LINEAR              | —         | MPC                           |
| 330277     | 2006 SM217 | 28 set 2006 | Kitt Peak       | Spacewatch          | —         | MPC                           |
| 330278     | 2006 SY255 | 26 set 2006 | Kitt Peak       | Spacewatch          | —         | MPC                           |
| 330279     | 2006 SH274 | 27 set 2006 | Kitt Peak       | Spacewatch          | —         | MPC                           |
| 330280     | 2006 SZ288 | 14 dez 2003 | Kitt Peak       | Spacewatch          | —         | MPC                           |
| 330281     | 2006 SR294 | 25 set 2006 | Kitt Peak       | Spacewatch          | —         | MPC                           |
| 330282     | 2006 SF300 | 26 set 2006 | Catalina        | CSS                 | —         | MPC                           |
| 330283     | 2006 SG304 | 27 set 2006 | Catalina        | CSS                 | —         | MPC                           |
| 330284     | 2006 SF354 | 20 set 2006 | Anderson Mesa   | LONEOS              | —         | MPC                           |
| 330285     | 2006 SA358 | 30 set 2006 | Mount Lemmon    | Mount Lemmon Survey | —         | MPC                           |
| 330286     | 2006 SP391 | 18 set 2006 | Kitt Peak       | Spacewatch          | —         | MPC                           |
| 330287     | 2006 SP394 | 18 set 2006 | Kitt Peak       | Spacewatch          | Mitidika  | MPC                           |
| 330288     | 2006 SN401 | 28 set 2006 | Mount Lemmon    | Mount Lemmon Survey | —         | MPC                           |
| 330289     | 2006 SY412 | 17 set 2006 | Catalina        | CSS                 | —         | MPC                           |
| 330290     | 2006 TV6   | 3 out 2006  | Mount Lemmon    | Mount Lemmon Survey | —         | MPC                           |
| 330291     | 2006 TT16  | 11 out 2006 | Kitt Peak       | Spacewatch          | Mitidika  | MPC                           |
| 330292     | 2006 TQ20  | 11 out 2006 | Kitt Peak       | Spacewatch          | —         | MPC                           |
| 330293     | 2006 TK22  | 11 out 2006 | Kitt Peak       | Spacewatch          | —         | MPC                           |
| 330294     | 2006 TZ33  | 12 out 2006 | Palomar         | NEAT                | —         | MPC                           |
| 330295     | 2006 TQ38  | 12 out 2006 | Kitt Peak       | Spacewatch          | —         | MPC                           |
| 330296     | 2006 TQ44  | 12 out 2006 | Kitt Peak       | Spacewatch          | —         | MPC                           |
| 330297     | 2006 TX56  | 3 out 2006  | Mount Lemmon    | Mount Lemmon Survey | —         | MPC                           |
| 330298     | 2006 TH63  | 10 out 2006 | Palomar         | NEAT                | —         | MPC                           |
| 330299     | 2006 TM63  | 10 out 2006 | Palomar         | NEAT                | —         | MPC                           |
| 330300     | 2006 TO73  | 11 out 2006 | Palomar         | NEAT                | —         | MPC                           |

## 330301–330400
| Designação | Designação | Descoberta  | Descoberta        | Descobridor(es)          | Categoria | Mais informações / Referência |
| Permanente | Provisória | Data        | Local             | Descobridor(es)          | Categoria | Mais informações / Referência |
| ---------- | ---------- | ----------- | ----------------- | ------------------------ | --------- | ----------------------------- |
| 330301     | 2006 TE74  | 11 out 2006 | Palomar           | NEAT                     | —         | MPC                           |
| 330302     | 2006 TR74  | 11 out 2006 | Palomar           | NEAT                     | —         | MPC                           |
| 330303     | 2006 TW74  | 11 out 2006 | Palomar           | NEAT                     | Pallas    | MPC                           |
| 330304     | 2006 TE75  | 11 out 2006 | Palomar           | NEAT                     | —         | MPC                           |
| 330305     | 2006 TA76  | 11 out 2006 | Palomar           | NEAT                     | —         | MPC                           |
| 330306     | 2006 TH92  | 14 out 2006 | Lulin Observatory | C.-S. Lin, Q.-z. Ye      | —         | MPC                           |
| 330307     | 2006 TM124 | 3 out 2006  | Mount Lemmon      | Mount Lemmon Survey      | —         | MPC                           |
| 330308     | 2006 TO128 | 1 out 2006  | Kitt Peak         | Spacewatch               | —         | MPC                           |
| 330309     | 2006 UL4   | 16 out 2006 | Kitt Peak         | Spacewatch               | —         | MPC                           |
| 330310     | 2006 UN5   | 16 out 2006 | Catalina          | CSS                      | —         | MPC                           |
| 330311     | 2006 UV5   | 16 out 2006 | Kitt Peak         | Spacewatch               | —         | MPC                           |
| 330312     | 2006 UR31  | 16 out 2006 | Kitt Peak         | Spacewatch               | —         | MPC                           |
| 330313     | 2006 UV31  | 16 out 2006 | Kitt Peak         | Spacewatch               | —         | MPC                           |
| 330314     | 2006 UF35  | 16 out 2006 | Kitt Peak         | Spacewatch               | —         | MPC                           |
| 330315     | 2006 UL37  | 16 out 2006 | Kitt Peak         | Spacewatch               | —         | MPC                           |
| 330316     | 2006 UZ41  | 16 out 2006 | Kitt Peak         | Spacewatch               | —         | MPC                           |
| 330317     | 2006 UK55  | 17 out 2006 | Kitt Peak         | Spacewatch               | —         | MPC                           |
| 330318     | 2006 UM69  | 16 out 2006 | Catalina          | CSS                      | —         | MPC                           |
| 330319     | 2006 UJ87  | 17 out 2006 | Mount Lemmon      | Mount Lemmon Survey      | —         | MPC                           |
| 330320     | 2006 UX90  | 17 out 2006 | Kitt Peak         | Spacewatch               | —         | MPC                           |
| 330321     | 2006 UV97  | 18 out 2006 | Kitt Peak         | Spacewatch               | —         | MPC                           |
| 330322     | 2006 UB102 | 18 out 2006 | Kitt Peak         | Spacewatch               | —         | MPC                           |
| 330323     | 2006 UB108 | 18 out 2006 | Kitt Peak         | Spacewatch               | —         | MPC                           |
| 330324     | 2006 US120 | 19 out 2006 | Kitt Peak         | Spacewatch               | Mitidika  | MPC                           |
| 330325     | 2006 UP121 | 19 out 2006 | Kitt Peak         | Spacewatch               | —         | MPC                           |
| 330326     | 2006 UK163 | 21 out 2006 | Mount Lemmon      | Mount Lemmon Survey      | —         | MPC                           |
| 330327     | 2006 UZ179 | 16 out 2006 | Catalina          | CSS                      | —         | MPC                           |
| 330328     | 2006 UJ180 | 16 out 2006 | Catalina          | CSS                      | —         | MPC                           |
| 330329     | 2006 UO182 | 30 set 2006 | Catalina          | CSS                      | —         | MPC                           |
| 330330     | 2006 UA186 | 17 out 2006 | Catalina          | CSS                      | —         | MPC                           |
| 330331     | 2006 UJ186 | 30 ago 2006 | Anderson Mesa     | LONEOS                   | —         | MPC                           |
| 330332     | 2006 UZ192 | 19 out 2006 | Catalina          | CSS                      | —         | MPC                           |
| 330333     | 2006 UZ208 | 23 out 2006 | Kitt Peak         | Spacewatch               | —         | MPC                           |
| 330334     | 2006 UV219 | 16 out 2006 | Kitt Peak         | Spacewatch               | —         | MPC                           |
| 330335     | 2006 UC232 | 21 out 2006 | Mount Lemmon      | Mount Lemmon Survey      | —         | MPC                           |
| 330336     | 2006 UG263 | 31 out 2006 | Bergisch Gladbac  | W. Bickel                | Mitidika  | MPC                           |
| 330337     | 2006 UT269 | 27 out 2006 | Kitt Peak         | Spacewatch               | —         | MPC                           |
| 330338     | 2006 UO272 | 27 out 2006 | Mount Lemmon      | Mount Lemmon Survey      | —         | MPC                           |
| 330339     | 2006 UG280 | 28 out 2006 | Mount Lemmon      | Mount Lemmon Survey      | —         | MPC                           |
| 330340     | 2006 UG325 | 27 set 2006 | Mount Lemmon      | Mount Lemmon Survey      | —         | MPC                           |
| 330341     | 2006 UN331 | 23 out 2006 | Catalina          | CSS                      | —         | MPC                           |
| 330342     | 2006 UQ331 | 28 out 2006 | Catalina          | CSS                      | —         | MPC                           |
| 330343     | 2006 UE360 | 23 out 2006 | Kitt Peak         | Spacewatch               | —         | MPC                           |
| 330344     | 2006 VJ10  | 11 nov 2006 | Mount Lemmon      | Mount Lemmon Survey      | —         | MPC                           |
| 330345     | 2006 VD12  | 11 nov 2006 | Mount Lemmon      | Mount Lemmon Survey      | —         | MPC                           |
| 330346     | 2006 VZ14  | 9 nov 2006  | Kitt Peak         | Spacewatch               | —         | MPC                           |
| 330347     | 2006 VE20  | 9 nov 2006  | Kitt Peak         | Spacewatch               | —         | MPC                           |
| 330348     | 2006 VU31  | 11 nov 2006 | Kitt Peak         | Spacewatch               | —         | MPC                           |
| 330349     | 2006 VX32  | 11 nov 2006 | Catalina          | CSS                      | —         | MPC                           |
| 330350     | 2006 VF34  | 11 nov 2006 | Catalina          | CSS                      | —         | MPC                           |
| 330351     | 2006 VL39  | 12 nov 2006 | Mount Lemmon      | Mount Lemmon Survey      | Mitidika  | MPC                           |
| 330352     | 2006 VE40  | 12 nov 2006 | Mount Lemmon      | Mount Lemmon Survey      | —         | MPC                           |
| 330353     | 2006 VC41  | 12 nov 2006 | Mount Lemmon      | Mount Lemmon Survey      | —         | MPC                           |
| 330354     | 2006 VY57  | 11 nov 2006 | Kitt Peak         | Spacewatch               | —         | MPC                           |
| 330355     | 2006 VX65  | 11 nov 2006 | Kitt Peak         | Spacewatch               | —         | MPC                           |
| 330356     | 2006 VX66  | 11 nov 2006 | Catalina          | CSS                      | Mitidika  | MPC                           |
| 330357     | 2006 VW69  | 11 nov 2006 | Kitt Peak         | Spacewatch               | —         | MPC                           |
| 330358     | 2006 VK92  | 15 nov 2006 | Catalina          | CSS                      | —         | MPC                           |
| 330359     | 2006 VL118 | 14 nov 2006 | Kitt Peak         | Spacewatch               | —         | MPC                           |
| 330360     | 2006 VV122 | 14 nov 2006 | Kitt Peak         | Spacewatch               | —         | MPC                           |
| 330361     | 2006 VN140 | 21 out 2006 | Mount Lemmon      | Mount Lemmon Survey      | —         | MPC                           |
| 330362     | 2006 VB161 | 9 nov 2006  | Apache Point      | A. E. Rose, A. C. Becker | —         | MPC                           |
| 330363     | 2006 VO172 | 15 nov 2006 | Mount Lemmon      | Mount Lemmon Survey      | —         | MPC                           |
| 330364     | 2006 VA174 | 1 nov 2006  | Mount Lemmon      | Mount Lemmon Survey      | —         | MPC                           |
| 330365     | 2006 WG5   | 16 nov 2006 | Kitt Peak         | Spacewatch               | —         | MPC                           |
| 330366     | 2006 WS18  | 17 nov 2006 | Socorro           | LINEAR                   | —         | MPC                           |
| 330367     | 2006 WY28  | 18 nov 2006 | La Sagra          | Mallorca Obs.            | —         | MPC                           |
| 330368     | 2006 WF33  | 16 nov 2006 | Kitt Peak         | Spacewatch               | —         | MPC                           |
| 330369     | 2006 WO33  | 16 nov 2006 | Kitt Peak         | Spacewatch               | —         | MPC                           |
| 330370     | 2006 WY39  | 16 nov 2006 | Kitt Peak         | Spacewatch               | —         | MPC                           |
| 330371     | 2006 WW81  | 18 nov 2006 | Kitt Peak         | Spacewatch               | —         | MPC                           |
| 330372     | 2006 WU94  | 19 nov 2006 | Kitt Peak         | Spacewatch               | —         | MPC                           |
| 330373     | 2006 WD102 | 19 nov 2006 | Catalina          | CSS                      | —         | MPC                           |
| 330374     | 2006 WD175 | 23 nov 2006 | Kitt Peak         | Spacewatch               | —         | MPC                           |
| 330375     | 2006 WH184 | 28 set 2006 | Mount Lemmon      | Mount Lemmon Survey      | —         | MPC                           |
| 330376     | 2006 WK190 | 25 nov 2006 | Catalina          | CSS                      | —         | MPC                           |
| 330377     | 2006 WJ194 | 27 nov 2006 | Mount Lemmon      | Mount Lemmon Survey      | —         | MPC                           |
| 330378     | 2006 WJ198 | 28 nov 2006 | Mount Lemmon      | Mount Lemmon Survey      | —         | MPC                           |
| 330379     | 2006 XU    | 10 dez 2006 | Pla D'Arguines    | R. Ferrando              | —         | MPC                           |
| 330380     | 2006 XJ4   | 14 dez 2006 | Vicques           | M. Ory                   | Meliboea  | MPC                           |
| 330381     | 2006 XG8   | 9 dez 2006  | Kitt Peak         | Spacewatch               | —         | MPC                           |
| 330382     | 2006 XL9   | 6 fev 2003  | Palomar           | NEAT                     | Eos       | MPC                           |
| 330383     | 2006 XF15  | 10 dez 2006 | Kitt Peak         | Spacewatch               | —         | MPC                           |
| 330384     | 2006 XC16  | 10 dez 2006 | Kitt Peak         | Spacewatch               | —         | MPC                           |
| 330385     | 2006 XP17  | 10 dez 2006 | Kitt Peak         | Spacewatch               | —         | MPC                           |
| 330386     | 2006 XR36  | 11 dez 2006 | Kitt Peak         | Spacewatch               | Phocaea   | MPC                           |
| 330387     | 2006 XK47  | 13 dez 2006 | Catalina          | CSS                      | —         | MPC                           |
| 330388     | 2006 XS51  | 14 dez 2006 | Mount Lemmon      | Mount Lemmon Survey      | —         | MPC                           |
| 330389     | 2006 XQ58  | 14 dez 2006 | Kitt Peak         | Spacewatch               | —         | MPC                           |
| 330390     | 2006 YQ1   | 16 dez 2006 | Mount Lemmon      | Mount Lemmon Survey      | —         | MPC                           |
| 330391     | 2006 YL4   | 16 dez 2006 | Mount Lemmon      | Mount Lemmon Survey      | —         | MPC                           |
| 330392     | 2006 YP6   | 17 dez 2006 | Socorro           | LINEAR                   | —         | MPC                           |
| 330393     | 2006 YJ14  | 24 dez 2006 | Gnosca            | S. Sposetti              | —         | MPC                           |
| 330394     | 2006 YP14  | 25 dez 2006 | Junk Bond         | D. Healy                 | —         | MPC                           |
| 330395     | 2006 YE22  | 28 set 2006 | Mount Lemmon      | Mount Lemmon Survey      | —         | MPC                           |
| 330396     | 2006 YO32  | 21 dez 2006 | Kitt Peak         | Spacewatch               | —         | MPC                           |
| 330397     | 2006 YT38  | 21 dez 2006 | Kitt Peak         | Spacewatch               | —         | MPC                           |
| 330398     | 2006 YO52  | 16 dez 2006 | Kitt Peak         | Spacewatch               | —         | MPC                           |
| 330399     | 2006 YO55  | 21 dez 2006 | Mount Lemmon      | Mount Lemmon Survey      | —         | MPC                           |
| 330400     | 2007 AM6   | 8 jan 2007  | Kitt Peak         | Spacewatch               | —         | MPC                           |

## 330401–330500
| Designação       | Designação | Descoberta  | Descoberta    | Descobridor(es)       | Categoria | Mais informações / Referência |
| Permanente       | Provisória | Data        | Local         | Descobridor(es)       | Categoria | Mais informações / Referência |
| ---------------- | ---------- | ----------- | ------------- | --------------------- | --------- | ----------------------------- |
| 330401           | 2007 AG25  | 15 jan 2007 | Catalina      | CSS                   | —         | MPC                           |
| 330402           | 2007 BT13  | 17 jan 2007 | Kitt Peak     | Spacewatch            | —         | MPC                           |
| 330403           | 2007 BA16  | 17 jan 2007 | Kitt Peak     | Spacewatch            | —         | MPC                           |
| 330404           | 2007 BJ18  | 17 jan 2007 | Palomar       | NEAT                  | —         | MPC                           |
| 330405           | 2007 BX19  | 13 dez 2006 | Kitt Peak     | Spacewatch            | —         | MPC                           |
| 330406           | 2007 BP23  | 27 nov 2006 | Mount Lemmon  | Mount Lemmon Survey   | —         | MPC                           |
| 330407           | 2007 BY28  | 24 jan 2007 | Nyukasa       | Mount Nyukasa Stn.    | —         | MPC                           |
| 330408           | 2007 BL38  | 24 jan 2007 | Catalina      | CSS                   | —         | MPC                           |
| 330409           | 2007 BS45  | 15 dez 2006 | Mount Lemmon  | Mount Lemmon Survey   | —         | MPC                           |
| 330410           | 2007 BW47  | 26 jan 2007 | Kitt Peak     | Spacewatch            | —         | MPC                           |
| 330411           | 2007 BM48  | 17 jan 2007 | Kitt Peak     | Spacewatch            | —         | MPC                           |
| 330412           | 2007 BL58  | 23 nov 2006 | Mount Lemmon  | Mount Lemmon Survey   | —         | MPC                           |
| 330413           | 2007 BP58  | 24 jan 2007 | Catalina      | CSS                   | —         | MPC                           |
| 330414           | 2007 BQ63  | 27 jan 2007 | Mount Lemmon  | Mount Lemmon Survey   | —         | MPC                           |
| 330415           | 2007 CT7   | 6 fev 2007  | Kitt Peak     | Spacewatch            | —         | MPC                           |
| 330416           | 2007 CX13  | 7 fev 2007  | Kitt Peak     | Spacewatch            | —         | MPC                           |
| 330417           | 2007 CE15  | 2 dez 2005  | Kitt Peak     | Spacewatch            | —         | MPC                           |
| 330418           | 2007 CD18  | 8 fev 2007  | Mount Lemmon  | Mount Lemmon Survey   | —         | MPC                           |
| 330419           | 2007 CX25  | 9 fev 2007  | Catalina      | CSS                   | —         | MPC                           |
| 330420 Tomroman  | 2007 CG26  | 11 fev 2007 | CBA-NOVAC     | D. R. Skillman        | —         | MPC                           |
| 330421           | 2007 CQ26  | 9 fev 2007  | Marly         | P. Kocher             | —         | MPC                           |
| 330422           | 2007 CH27  | 20 abr 2004 | Kitt Peak     | Spacewatch            | Phocaea   | MPC                           |
| 330423           | 2007 CN39  | 6 fev 2007  | Mount Lemmon  | Mount Lemmon Survey   | —         | MPC                           |
| 330424           | 2007 CR46  | 8 fev 2007  | Palomar       | NEAT                  | —         | MPC                           |
| 330425           | 2007 CH47  | 8 fev 2007  | Palomar       | NEAT                  | —         | MPC                           |
| 330426           | 2007 CC52  | 9 fev 2007  | Catalina      | CSS                   | —         | MPC                           |
| 330427           | 2007 CL56  | 15 fev 2007 | Catalina      | CSS                   | —         | MPC                           |
| 330428           | 2007 CM61  | 15 fev 2007 | Palomar       | NEAT                  | —         | MPC                           |
| 330429           | 2007 CJ62  | 10 fev 2007 | Mount Lemmon  | Mount Lemmon Survey   | —         | MPC                           |
| 330430           | 2007 DW6   | 1 nov 2005  | Mount Lemmon  | Mount Lemmon Survey   | —         | MPC                           |
| 330431           | 2007 DH10  | 17 fev 2007 | Kitt Peak     | Spacewatch            | —         | MPC                           |
| 330432           | 2007 DN12  | 16 fev 2007 | Catalina      | CSS                   | —         | MPC                           |
| 330433           | 2007 DY12  | 16 fev 2007 | Mount Lemmon  | Mount Lemmon Survey   | —         | MPC                           |
| 330434           | 2007 DS13  | 1 out 2005  | Mount Lemmon  | Mount Lemmon Survey   | —         | MPC                           |
| 330435           | 2007 DF34  | 17 fev 2007 | Kitt Peak     | Spacewatch            | —         | MPC                           |
| 330436           | 2007 DR34  | 17 fev 2007 | Kitt Peak     | Spacewatch            | —         | MPC                           |
| 330437           | 2007 DT39  | 19 fev 2007 | Kitt Peak     | Spacewatch            | —         | MPC                           |
| 330438           | 2007 DH48  | 21 fev 2007 | Mount Lemmon  | Mount Lemmon Survey   | —         | MPC                           |
| 330439           | 2007 DR55  | 21 fev 2007 | Kitt Peak     | Spacewatch            | —         | MPC                           |
| 330440 Davinadon | 2007 DQ60  | 23 fev 2007 | Mayhill       | A. Lowe               | —         | MPC                           |
| 330441           | 2007 DH76  | 21 fev 2007 | Kitt Peak     | Spacewatch            | —         | MPC                           |
| 330442           | 2007 DC87  | 23 fev 2007 | Kitt Peak     | Spacewatch            | —         | MPC                           |
| 330443           | 2007 DF92  | 23 fev 2007 | Kitt Peak     | Spacewatch            | Eos       | MPC                           |
| 330444           | 2007 DP96  | 23 fev 2007 | Mount Lemmon  | Mount Lemmon Survey   | —         | MPC                           |
| 330445           | 2007 DQ105 | 17 fev 2007 | Mount Lemmon  | Mount Lemmon Survey   | —         | MPC                           |
| 330446           | 2007 DW106 | 23 fev 2007 | Kitt Peak     | Spacewatch            | —         | MPC                           |
| 330447           | 2007 DF109 | 27 dez 2006 | Catalina      | CSS                   | —         | MPC                           |
| 330448           | 2007 DN109 | 17 fev 2007 | Kitt Peak     | Spacewatch            | —         | MPC                           |
| 330449           | 2007 EH5   | 9 mar 2007  | Kitt Peak     | Spacewatch            | —         | MPC                           |
| 330450           | 2007 EZ5   | 9 mar 2007  | Mount Lemmon  | Mount Lemmon Survey   | —         | MPC                           |
| 330451           | 2007 EP7   | 9 mar 2007  | Mount Lemmon  | Mount Lemmon Survey   | —         | MPC                           |
| 330452           | 2007 EN12  | 9 mar 2007  | Palomar       | NEAT                  | —         | MPC                           |
| 330453           | 2007 EC17  | 8 fev 2002  | Kitt Peak     | Spacewatch            | —         | MPC                           |
| 330454           | 2007 EX19  | 23 fev 2007 | Mount Lemmon  | Mount Lemmon Survey   | —         | MPC                           |
| 330455 Anbrysse  | 2007 EV31  | 9 nov 2005  | Uccle         | P. De Cat             | —         | MPC                           |
| 330456           | 2007 EK38  | 11 mar 2007 | Anderson Mesa | LONEOS                | —         | MPC                           |
| 330457           | 2007 EN42  | 9 mar 2007  | Kitt Peak     | Spacewatch            | —         | MPC                           |
| 330458           | 2007 ES117 | 13 mar 2007 | Mount Lemmon  | Mount Lemmon Survey   | —         | MPC                           |
| 330459           | 2007 EL128 | 9 mar 2007  | Mount Lemmon  | Mount Lemmon Survey   | —         | MPC                           |
| 330460           | 2007 EV139 | 12 mar 2007 | Kitt Peak     | Spacewatch            | —         | MPC                           |
| 330461           | 2007 EA146 | 12 mar 2007 | Mount Lemmon  | Mount Lemmon Survey   | —         | MPC                           |
| 330462           | 2007 EK148 | 12 mar 2007 | Mount Lemmon  | Mount Lemmon Survey   | —         | MPC                           |
| 330463           | 2007 EQ153 | 12 mar 2007 | Mount Lemmon  | Mount Lemmon Survey   | —         | MPC                           |
| 330464           | 2007 EJ159 | 14 mar 2007 | Mount Lemmon  | Mount Lemmon Survey   | —         | MPC                           |
| 330465           | 2007 EC160 | 14 mar 2007 | Kitt Peak     | Spacewatch            | —         | MPC                           |
| 330466           | 2007 EV171 | 13 mar 2007 | Mount Lemmon  | Mount Lemmon Survey   | —         | MPC                           |
| 330467           | 2007 EL183 | 12 mar 2007 | Mount Lemmon  | Mount Lemmon Survey   | —         | MPC                           |
| 330468           | 2007 EH195 | 15 mar 2007 | Kitt Peak     | Spacewatch            | —         | MPC                           |
| 330469           | 2007 EO195 | 15 mar 2007 | Kitt Peak     | Spacewatch            | —         | MPC                           |
| 330470           | 2007 EJ199 | 13 mar 2007 | Catalina      | CSS                   | Flora     | MPC                           |
| 330471           | 2007 ER199 | 9 mar 2007  | Catalina      | CSS                   | —         | MPC                           |
| 330472           | 2007 EX199 | 10 mar 2007 | Mount Lemmon  | Mount Lemmon Survey   | —         | MPC                           |
| 330473           | 2007 ET204 | 11 mar 2007 | Mount Lemmon  | Mount Lemmon Survey   | —         | MPC                           |
| 330474           | 2007 EZ218 | 13 mar 2007 | Kitt Peak     | Spacewatch            | —         | MPC                           |
| 330475           | 2007 EL219 | 15 mar 2007 | Kitt Peak     | Spacewatch            | —         | MPC                           |
| 330476           | 2007 FH6   | 17 ago 2004 | Wrightwood    | J. W. Young           | —         | MPC                           |
| 330477           | 2007 FZ6   | 16 mar 2007 | Mount Lemmon  | Mount Lemmon Survey   | —         | MPC                           |
| 330478           | 2007 FU30  | 20 mar 2007 | Mount Lemmon  | Mount Lemmon Survey   | —         | MPC                           |
| 330479           | 2007 FL49  | 26 mar 2007 | Catalina      | CSS                   | Eos       | MPC                           |
| 330480           | 2007 GE9   | 8 abr 2007  | Kitt Peak     | Spacewatch            | —         | MPC                           |
| 330481           | 2007 GU17  | 11 abr 2007 | Kitt Peak     | Spacewatch            | —         | MPC                           |
| 330482           | 2007 GX20  | 11 abr 2007 | Mount Lemmon  | Mount Lemmon Survey   | —         | MPC                           |
| 330483           | 2007 GY24  | 11 abr 2007 | Kleť          | Kleť Obs.             | —         | MPC                           |
| 330484           | 2007 GX39  | 14 abr 2007 | Kitt Peak     | Spacewatch            | —         | MPC                           |
| 330485           | 2007 GB44  | 14 abr 2007 | Mount Lemmon  | Mount Lemmon Survey   | —         | MPC                           |
| 330486           | 2007 GV44  | 14 abr 2007 | Kitt Peak     | Spacewatch            | Brangane  | MPC                           |
| 330487           | 2007 GB45  | 14 abr 2007 | Kitt Peak     | Spacewatch            | —         | MPC                           |
| 330488           | 2007 GC55  | 15 abr 2007 | Kitt Peak     | Spacewatch            | —         | MPC                           |
| 330489           | 2007 GS63  | 15 abr 2007 | Kitt Peak     | Spacewatch            | —         | MPC                           |
| 330490           | 2007 GZ72  | 15 abr 2007 | Catalina      | CSS                   | —         | MPC                           |
| 330491           | 2007 GL75  | 14 abr 2007 | Kitt Peak     | Spacewatch            | Brangane  | MPC                           |
| 330492           | 2007 HM1   | 16 abr 2007 | Socorro       | LINEAR                | —         | MPC                           |
| 330493           | 2007 HJ14  | 15 abr 2007 | Kitt Peak     | Spacewatch            | —         | MPC                           |
| 330494           | 2007 HO16  | 16 abr 2007 | Mount Lemmon  | Mount Lemmon Survey   | —         | MPC                           |
| 330495           | 2007 HO24  | 18 abr 2007 | Kitt Peak     | Spacewatch            | —         | MPC                           |
| 330496           | 2007 HL56  | 22 abr 2007 | Kitt Peak     | Spacewatch            | Brangane  | MPC                           |
| 330497           | 2007 JS3   | 25 abr 2007 | Kitt Peak     | Spacewatch            | —         | MPC                           |
| 330498           | 2007 KY1   | 18 mai 2007 | Tiki          | S. F. Hönig, N. Teamo | —         | MPC                           |
| 330499           | 2007 LT7   | 8 jun 2007  | Kitt Peak     | Spacewatch            | —         | MPC                           |
| 330500           | 2007 LX9   | 9 jun 2007  | Kitt Peak     | Spacewatch            | —         | MPC                           |

## 330501–330600
| Designação | Designação | Descoberta  | Descoberta        | Descobridor(es)     | Categoria | Mais informações / Referência |
| Permanente | Provisória | Data        | Local             | Descobridor(es)     | Categoria | Mais informações / Referência |
| ---------- | ---------- | ----------- | ----------------- | ------------------- | --------- | ----------------------------- |
| 330501     | 2007 LE13  | 10 jun 2007 | Kitt Peak         | Spacewatch          | —         | MPC                           |
| 330502     | 2007 LK13  | 10 jun 2007 | Kitt Peak         | Spacewatch          | —         | MPC                           |
| 330503     | 2007 LH17  | 10 jun 2007 | Kitt Peak         | Spacewatch          | —         | MPC                           |
| 330504     | 2007 LL17  | 10 jun 2007 | Kitt Peak         | Spacewatch          | —         | MPC                           |
| 330505     | 2007 LT17  | 10 jun 2007 | Kitt Peak         | Spacewatch          | —         | MPC                           |
| 330506     | 2007 LX18  | 9 jun 2007  | Catalina          | CSS                 | —         | MPC                           |
| 330507     | 2007 LE26  | 14 jun 2007 | Kitt Peak         | Spacewatch          | —         | MPC                           |
| 330508     | 2007 LV28  | 15 jun 2007 | Catalina          | CSS                 | —         | MPC                           |
| 330509     | 2007 MX1   | 18 jun 2007 | Kitt Peak         | Spacewatch          | —         | MPC                           |
| 330510     | 2007 MR7   | 18 jun 2007 | Kitt Peak         | Spacewatch          | —         | MPC                           |
| 330511     | 2007 NJ3   | 14 jul 2007 | Dauban            | Chante-Perdrix Obs. | —         | MPC                           |
| 330512     | 2007 NO4   | 15 jul 2007 | Črni Vrh          | Črni Vrh            | —         | MPC                           |
| 330513     | 2007 RX16  | 12 set 2007 | Lulin Observatory | LUSS                | Brangane  | MPC                           |
| 330514     | 2007 RB84  | 10 set 2007 | Kitt Peak         | Spacewatch          | Pallas    | MPC                           |
| 330515     | 2007 RQ275 | 8 set 2007  | Siding Spring     | SSS                 | —         | MPC                           |
| 330516     | 2007 RZ302 | 14 set 2007 | Anderson Mesa     | LONEOS              | Pallas    | MPC                           |
| 330517     | 2007 RC311 | 2 set 2007  | Siding Spring     | SSS                 | —         | MPC                           |
| 330518     | 2007 SH5   | 18 set 2007 | Socorro           | LINEAR              | —         | MPC                           |
| 330519     | 2007 TC49  | 4 out 2007  | Kitt Peak         | Spacewatch          | —         | MPC                           |
| 330520     | 2007 TV84  | 8 out 2007  | Catalina          | CSS                 | —         | MPC                           |
| 330521     | 2007 TC109 | 7 out 2007  | Catalina          | CSS                 | —         | MPC                           |
| 330522     | 2007 TO127 | 6 out 2007  | Kitt Peak         | Spacewatch          | Pallas    | MPC                           |
| 330523     | 2007 TJ156 | 9 out 2007  | Socorro           | LINEAR              | Juno      | MPC                           |
| 330524     | 2007 TL216 | 7 out 2007  | Kitt Peak         | Spacewatch          | —         | MPC                           |
| 330525     | 2007 TH234 | 8 out 2007  | Kitt Peak         | Spacewatch          | —         | MPC                           |
| 330526     | 2007 TL245 | 8 out 2007  | Mount Lemmon      | Mount Lemmon Survey | Pallas    | MPC                           |
| 330527     | 2007 TT306 | 8 out 2007  | Mount Lemmon      | Mount Lemmon Survey | —         | MPC                           |
| 330528     | 2007 UC47  | 10 out 2007 | Catalina          | CSS                 | —         | MPC                           |
| 330529     | 2007 VA18  | 1 nov 2007  | Mount Lemmon      | Mount Lemmon Survey | —         | MPC                           |
| 330530     | 2007 VW226 | 11 nov 2007 | Mount Lemmon      | Mount Lemmon Survey | —         | MPC                           |
| 330531     | 2007 VD273 | 12 nov 2007 | Catalina          | CSS                 | —         | MPC                           |
| 330532     | 2007 WW14  | 18 nov 2007 | Mount Lemmon      | Mount Lemmon Survey | —         | MPC                           |
| 330533     | 2007 XZ15  | 8 dez 2007  | La Sagra          | Mallorca Obs.       | —         | MPC                           |
| 330534     | 2007 XR32  | 15 dez 2007 | Kitt Peak         | Spacewatch          | —         | MPC                           |
| 330535     | 2007 YL42  | 30 dez 2007 | Catalina          | CSS                 | —         | MPC                           |
| 330536     | 2007 YM62  | 30 dez 2007 | Kitt Peak         | Spacewatch          | —         | MPC                           |
| 330537     | 2007 YB65  | 31 dez 2007 | Kitt Peak         | Spacewatch          | —         | MPC                           |
| 330538     | 2007 YK68  | 31 dez 2007 | Kitt Peak         | Spacewatch          | —         | MPC                           |
| 330539     | 2007 YL72  | 18 dez 2007 | Mount Lemmon      | Mount Lemmon Survey | —         | MPC                           |
| 330540     | 2008 AC3   | 7 jan 2008  | Lulin             | LUSS                | Phocaea   | MPC                           |
| 330541     | 2008 AK9   | 10 jan 2008 | Mount Lemmon      | Mount Lemmon Survey | —         | MPC                           |
| 330542     | 2008 AH16  | 10 jan 2008 | Mount Lemmon      | Mount Lemmon Survey | —         | MPC                           |
| 330543     | 2008 AR55  | 8 nov 2007  | Mount Lemmon      | Mount Lemmon Survey | —         | MPC                           |
| 330544     | 2008 AZ63  | 11 jan 2008 | Kitt Peak         | Spacewatch          | —         | MPC                           |
| 330545     | 2008 AH65  | 11 jan 2008 | Mount Lemmon      | Mount Lemmon Survey | —         | MPC                           |
| 330546     | 2008 AC70  | 12 jan 2008 | Mount Lemmon      | Mount Lemmon Survey | —         | MPC                           |
| 330547     | 2008 AK72  | 1 jan 2008  | Kitt Peak         | Spacewatch          | —         | MPC                           |
| 330548     | 2008 AC89  | 4 nov 2007  | Mount Lemmon      | Mount Lemmon Survey | —         | MPC                           |
| 330549     | 2008 AY95  | 18 dez 2007 | Mount Lemmon      | Mount Lemmon Survey | —         | MPC                           |
| 330550     | 2008 AW99  | 14 jan 2008 | Kitt Peak         | Spacewatch          | —         | MPC                           |
| 330551     | 2008 AF105 | 3 nov 2007  | Mount Lemmon      | Mount Lemmon Survey | —         | MPC                           |
| 330552     | 2008 BV9   | 16 jan 2008 | Kitt Peak         | Spacewatch          | —         | MPC                           |
| 330553     | 2008 BN15  | 28 jan 2008 | Lulin             | LUSS                | —         | MPC                           |
| 330554     | 2008 BN17  | 30 jan 2008 | Catalina          | CSS                 | —         | MPC                           |
| 330555     | 2008 BA19  | 11 jan 2008 | Kitt Peak         | Spacewatch          | —         | MPC                           |
| 330556     | 2008 BX25  | 1 jan 2008  | Kitt Peak         | Spacewatch          | —         | MPC                           |
| 330557     | 2008 BE30  | 30 jan 2008 | Catalina          | CSS                 | —         | MPC                           |
| 330558     | 2008 BH37  | 31 jan 2008 | Mount Lemmon      | Mount Lemmon Survey | —         | MPC                           |
| 330559     | 2008 BQ39  | 30 jan 2008 | Catalina          | CSS                 | —         | MPC                           |
| 330560     | 2008 BO45  | 22 out 2003 | Kitt Peak         | Spacewatch          | —         | MPC                           |
| 330561     | 2008 CT5   | 6 fev 2008  | Socorro           | LINEAR              | —         | MPC                           |
| 330562     | 2008 CG14  | 16 jan 2004 | Kitt Peak         | Spacewatch          | —         | MPC                           |
| 330563     | 2008 CB17  | 3 fev 2008  | Kitt Peak         | Spacewatch          | Mitidika  | MPC                           |
| 330564     | 2008 CN21  | 7 fev 2008  | Kitt Peak         | Spacewatch          | —         | MPC                           |
| 330565     | 2008 CC25  | 1 fev 2008  | Kitt Peak         | Spacewatch          | —         | MPC                           |
| 330566     | 2008 CR35  | 2 fev 2008  | Kitt Peak         | Spacewatch          | —         | MPC                           |
| 330567     | 2008 CP40  | 2 fev 2008  | Kitt Peak         | Spacewatch          | —         | MPC                           |
| 330568     | 2008 CR42  | 2 fev 2008  | Kitt Peak         | Spacewatch          | —         | MPC                           |
| 330569     | 2008 CU46  | 2 fev 2008  | Kitt Peak         | Spacewatch          | —         | MPC                           |
| 330570     | 2008 CR47  | 3 fev 2008  | Kitt Peak         | Spacewatch          | —         | MPC                           |
| 330571     | 2008 CC48  | 3 fev 2008  | Catalina          | CSS                 | —         | MPC                           |
| 330572     | 2008 CZ49  | 6 fev 2008  | Catalina          | CSS                 | —         | MPC                           |
| 330573     | 2008 CN65  | 8 fev 2008  | Kitt Peak         | Spacewatch          | —         | MPC                           |
| 330574     | 2008 CZ68  | 7 fev 2008  | Bergisch Gladbac  | W. Bickel           | —         | MPC                           |
| 330575     | 2008 CW73  | 7 fev 2008  | Kitt Peak         | Spacewatch          | —         | MPC                           |
| 330576     | 2008 CC76  | 3 fev 2008  | Kitt Peak         | Spacewatch          | —         | MPC                           |
| 330577     | 2008 CQ83  | 7 fev 2008  | Kitt Peak         | Spacewatch          | —         | MPC                           |
| 330578     | 2008 CS88  | 7 fev 2008  | Mount Lemmon      | Mount Lemmon Survey | —         | MPC                           |
| 330579     | 2008 CK90  | 8 fev 2008  | Catalina          | CSS                 | —         | MPC                           |
| 330580     | 2008 CU95  | 8 fev 2008  | Kitt Peak         | Spacewatch          | —         | MPC                           |
| 330581     | 2008 CE108 | 9 fev 2008  | Catalina          | CSS                 | —         | MPC                           |
| 330582     | 2008 CY108 | 9 fev 2008  | Kitt Peak         | Spacewatch          | —         | MPC                           |
| 330583     | 2008 CZ120 | 6 fev 2008  | Catalina          | CSS                 | —         | MPC                           |
| 330584     | 2008 CP123 | 7 fev 2008  | Mount Lemmon      | Mount Lemmon Survey | —         | MPC                           |
| 330585     | 2008 CQ129 | 8 fev 2008  | Kitt Peak         | Spacewatch          | —         | MPC                           |
| 330586     | 2008 CH135 | 15 jan 2008 | Mount Lemmon      | Mount Lemmon Survey | —         | MPC                           |
| 330587     | 2008 CU144 | 9 fev 2008  | Kitt Peak         | Spacewatch          | —         | MPC                           |
| 330588     | 2008 CW154 | 9 fev 2008  | Kitt Peak         | Spacewatch          | —         | MPC                           |
| 330589     | 2008 CB155 | 2 fev 2008  | Kitt Peak         | Spacewatch          | —         | MPC                           |
| 330590     | 2008 CT156 | 9 fev 2008  | Kitt Peak         | Spacewatch          | —         | MPC                           |
| 330591     | 2008 CA158 | 9 fev 2008  | Catalina          | CSS                 | —         | MPC                           |
| 330592     | 2008 CJ162 | 10 fev 2008 | Anderson Mesa     | LONEOS              | —         | MPC                           |
| 330593     | 2008 CU188 | 13 fev 2008 | Catalina          | CSS                 | —         | MPC                           |
| 330594     | 2008 CB196 | 7 fev 2008  | Mount Lemmon      | Mount Lemmon Survey | —         | MPC                           |
| 330595     | 2008 CU209 | 6 fev 2008  | Catalina          | CSS                 | —         | MPC                           |
| 330596     | 2008 DU2   | 24 fev 2008 | Kitt Peak         | Spacewatch          | —         | MPC                           |
| 330597     | 2008 DO6   | 24 fev 2008 | Mount Lemmon      | Mount Lemmon Survey | —         | MPC                           |
| 330598     | 2008 DZ9   | 26 fev 2008 | Kitt Peak         | Spacewatch          | —         | MPC                           |
| 330599     | 2008 DY15  | 27 fev 2008 | Catalina          | CSS                 | —         | MPC                           |
| 330600     | 2008 DR17  | 24 fev 2008 | Kitt Peak         | Spacewatch          | —         | MPC                           |

## 330601–330700
| Designação   | Designação | Descoberta  | Descoberta    | Descobridor(es)     | Categoria | Mais informações / Referência |
| Permanente   | Provisória | Data        | Local         | Descobridor(es)     | Categoria | Mais informações / Referência |
| ------------ | ---------- | ----------- | ------------- | ------------------- | --------- | ----------------------------- |
| 330601       | 2008 DG19  | 15 jan 2008 | Mount Lemmon  | Mount Lemmon Survey | —         | MPC                           |
| 330602       | 2008 DL32  | 27 fev 2008 | Kitt Peak     | Spacewatch          | —         | MPC                           |
| 330603       | 2008 DS32  | 27 fev 2008 | Kitt Peak     | Spacewatch          | —         | MPC                           |
| 330604       | 2008 DJ33  | 11 fev 2008 | Mount Lemmon  | Mount Lemmon Survey | —         | MPC                           |
| 330605       | 2008 DA37  | 27 fev 2008 | Catalina      | CSS                 | —         | MPC                           |
| 330606       | 2008 DF48  | 28 fev 2008 | Mount Lemmon  | Mount Lemmon Survey | Mitidika  | MPC                           |
| 330607       | 2008 DC54  | 26 fev 2008 | Anderson Mesa | LONEOS              | —         | MPC                           |
| 330608       | 2008 DV65  | 28 fev 2008 | Mount Lemmon  | Mount Lemmon Survey | —         | MPC                           |
| 330609       | 2008 DP67  | 29 fev 2008 | Kitt Peak     | Spacewatch          | —         | MPC                           |
| 330610       | 2008 DD70  | 28 fev 2008 | Catalina      | CSS                 | —         | MPC                           |
| 330611       | 2008 DU78  | 24 mai 2001 | Cerro Tololo  | M. W. Buie          | Mitidika  | MPC                           |
| 330612       | 2008 DJ79  | 27 fev 2008 | Catalina      | CSS                 | —         | MPC                           |
| 330613       | 2008 DT80  | 18 fev 2008 | Mount Lemmon  | Mount Lemmon Survey | —         | MPC                           |
| 330614       | 2008 DK81  | 27 fev 2008 | Kitt Peak     | Spacewatch          | Mitidika  | MPC                           |
| 330615       | 2008 DO82  | 28 fev 2008 | Kitt Peak     | Spacewatch          | —         | MPC                           |
| 330616       | 2008 DN85  | 28 fev 2008 | Kitt Peak     | Spacewatch          | Mitidika  | MPC                           |
| 330617       | 2008 DQ88  | 26 fev 2008 | Kitt Peak     | Spacewatch          | —         | MPC                           |
| 330618       | 2008 ET4   | 2 mar 2008  | Mount Lemmon  | Mount Lemmon Survey | —         | MPC                           |
| 330619       | 2008 EW7   | 1 mar 2008  | La Sagra      | Mallorca Obs.       | —         | MPC                           |
| 330620       | 2008 EC10  | 3 fev 2008  | Kitt Peak     | Spacewatch          | —         | MPC                           |
| 330621       | 2008 EB19  | 2 mar 2008  | Catalina      | CSS                 | —         | MPC                           |
| 330622       | 2008 EP26  | 4 mar 2008  | Kitt Peak     | Spacewatch          | —         | MPC                           |
| 330623       | 2008 EX33  | 1 mar 2008  | Mount Lemmon  | Mount Lemmon Survey | —         | MPC                           |
| 330624       | 2008 EF34  | 2 mar 2008  | Catalina      | CSS                 | —         | MPC                           |
| 330625       | 2008 EJ39  | 4 mar 2008  | Kitt Peak     | Spacewatch          | —         | MPC                           |
| 330626       | 2008 EW54  | 6 mar 2008  | Kitt Peak     | Spacewatch          | —         | MPC                           |
| 330627       | 2008 ED74  | 7 mar 2008  | Kitt Peak     | Spacewatch          | —         | MPC                           |
| 330628       | 2008 EW77  | 7 mar 2008  | Kitt Peak     | Spacewatch          | —         | MPC                           |
| 330629       | 2008 EJ78  | 7 mar 2008  | Kitt Peak     | Spacewatch          | —         | MPC                           |
| 330630       | 2008 EK78  | 7 mar 2008  | Kitt Peak     | Spacewatch          | —         | MPC                           |
| 330631       | 2008 ES82  | 18 dez 2007 | Mount Lemmon  | Mount Lemmon Survey | —         | MPC                           |
| 330632       | 2008 EV83  | 8 mar 2008  | Mount Lemmon  | Mount Lemmon Survey | —         | MPC                           |
| 330633       | 2008 EK122 | 9 mar 2008  | Kitt Peak     | Spacewatch          | Brangane  | MPC                           |
| 330634 Boico | 2008 EY131 | 11 mar 2008 | La Silla      | EURONEAR            | —         | MPC                           |
| 330635       | 2008 EG136 | 11 mar 2008 | Kitt Peak     | Spacewatch          | —         | MPC                           |
| 330636       | 2008 EW147 | 1 mar 2008  | Kitt Peak     | Spacewatch          | —         | MPC                           |
| 330637       | 2008 EM152 | 10 mar 2008 | Kitt Peak     | Spacewatch          | —         | MPC                           |
| 330638       | 2008 EX164 | 31 jul 2005 | Palomar       | NEAT                | —         | MPC                           |
| 330639       | 2008 FY    | 13 fev 2008 | Kitt Peak     | Spacewatch          | —         | MPC                           |
| 330640       | 2008 FX2   | 3 mar 2008  | XuYi          | PMO NEO             | —         | MPC                           |
| 330641       | 2008 FP25  | 27 mar 2008 | Kitt Peak     | Spacewatch          | —         | MPC                           |
| 330642       | 2008 FQ28  | 28 mar 2008 | Kitt Peak     | Spacewatch          | —         | MPC                           |
| 330643       | 2008 FJ37  | 28 mar 2008 | Kitt Peak     | Spacewatch          | —         | MPC                           |
| 330644       | 2008 FB39  | 28 mar 2008 | Kitt Peak     | Spacewatch          | —         | MPC                           |
| 330645       | 2008 FF40  | 28 mar 2008 | Kitt Peak     | Spacewatch          | Mitidika  | MPC                           |
| 330646       | 2008 FL40  | 28 mar 2008 | Kitt Peak     | Spacewatch          | —         | MPC                           |
| 330647       | 2008 FU52  | 28 mar 2008 | Mount Lemmon  | Mount Lemmon Survey | Mitidika  | MPC                           |
| 330648       | 2008 FB56  | 28 mar 2008 | Mount Lemmon  | Mount Lemmon Survey | —         | MPC                           |
| 330649       | 2008 FX60  | 29 mar 2008 | Mount Lemmon  | Mount Lemmon Survey | —         | MPC                           |
| 330650       | 2008 FG78  | 27 mar 2008 | Mount Lemmon  | Mount Lemmon Survey | —         | MPC                           |
| 330651       | 2008 FA85  | 28 mar 2008 | Mount Lemmon  | Mount Lemmon Survey | —         | MPC                           |
| 330652       | 2008 FB89  | 28 mar 2008 | Mount Lemmon  | Mount Lemmon Survey | Mitidika  | MPC                           |
| 330653       | 2008 FV109 | 31 mar 2008 | Mount Lemmon  | Mount Lemmon Survey | —         | MPC                           |
| 330654       | 2008 FA113 | 31 mar 2008 | Kitt Peak     | Spacewatch          | —         | MPC                           |
| 330655       | 2008 FH113 | 31 mar 2008 | Kitt Peak     | Spacewatch          | —         | MPC                           |
| 330656       | 2008 FW125 | 31 mar 2008 | Mount Lemmon  | Mount Lemmon Survey | Mitidika  | MPC                           |
| 330657       | 2008 FL128 | 28 mar 2008 | Mount Lemmon  | Mount Lemmon Survey | —         | MPC                           |
| 330658       | 2008 FG132 | 26 mar 2008 | Mount Lemmon  | Mount Lemmon Survey | —         | MPC                           |
| 330659       | 2008 GG2   | 5 abr 2008  | Socorro       | LINEAR              | —         | MPC                           |
| 330660       | 2008 GS60  | 5 abr 2008  | Catalina      | CSS                 | —         | MPC                           |
| 330661       | 2008 GW70  | 7 abr 2008  | Kitt Peak     | Spacewatch          | —         | MPC                           |
| 330662       | 2008 GC73  | 7 abr 2008  | Mount Lemmon  | Mount Lemmon Survey | —         | MPC                           |
| 330663       | 2008 GS73  | 7 abr 2008  | Mount Lemmon  | Mount Lemmon Survey | —         | MPC                           |
| 330664       | 2008 GC83  | 8 abr 2008  | Kitt Peak     | Spacewatch          | —         | MPC                           |
| 330665       | 2008 GR87  | 5 abr 2008  | Mount Lemmon  | Mount Lemmon Survey | —         | MPC                           |
| 330666       | 2008 GQ90  | 6 abr 2008  | Mount Lemmon  | Mount Lemmon Survey | —         | MPC                           |
| 330667       | 2008 GL95  | 8 abr 2008  | Kitt Peak     | Spacewatch          | —         | MPC                           |
| 330668       | 2008 GZ98  | 30 set 2006 | Mount Lemmon  | Mount Lemmon Survey | —         | MPC                           |
| 330669       | 2008 GE101 | 9 abr 2008  | Kitt Peak     | Spacewatch          | —         | MPC                           |
| 330670       | 2008 GP122 | 24 nov 2006 | Mount Lemmon  | Mount Lemmon Survey | Mitidika  | MPC                           |
| 330671       | 2008 GV130 | 6 abr 2008  | Mount Lemmon  | Mount Lemmon Survey | —         | MPC                           |
| 330672       | 2008 GE132 | 8 abr 2008  | Kitt Peak     | Spacewatch          | —         | MPC                           |
| 330673       | 2008 GM137 | 6 abr 2008  | Kitt Peak     | Spacewatch          | —         | MPC                           |
| 330674       | 2008 GN143 | 4 abr 2008  | Mount Lemmon  | Mount Lemmon Survey | —         | MPC                           |
| 330675       | 2008 HK4   | 28 abr 2008 | La Sagra      | Mallorca Obs.       | —         | MPC                           |
| 330676       | 2008 HV5   | 24 abr 2008 | Kitt Peak     | Spacewatch          | —         | MPC                           |
| 330677       | 2008 HX5   | 24 abr 2008 | Kitt Peak     | Spacewatch          | Mitidika  | MPC                           |
| 330678       | 2008 HY17  | 1 abr 2008  | Mount Lemmon  | Mount Lemmon Survey | —         | MPC                           |
| 330679       | 2008 HF23  | 27 abr 2008 | Kitt Peak     | Spacewatch          | Themis    | MPC                           |
| 330680       | 2008 HV25  | 6 abr 2008  | Kitt Peak     | Spacewatch          | —         | MPC                           |
| 330681       | 2008 HF37  | 30 abr 2008 | Mount Lemmon  | Mount Lemmon Survey | —         | MPC                           |
| 330682       | 2008 HG38  | 10 mar 2008 | Kitt Peak     | Spacewatch          | —         | MPC                           |
| 330683       | 2008 HE39  | 26 abr 2008 | Mount Lemmon  | Mount Lemmon Survey | —         | MPC                           |
| 330684       | 2008 HJ46  | 28 abr 2008 | Kitt Peak     | Spacewatch          | —         | MPC                           |
| 330685       | 2008 HM56  | 3 abr 2008  | Kitt Peak     | Spacewatch          | Mitidika  | MPC                           |
| 330686       | 2008 HF61  | 30 abr 2008 | Kitt Peak     | Spacewatch          | —         | MPC                           |
| 330687       | 2008 HD67  | 25 abr 2008 | Kitt Peak     | Spacewatch          | —         | MPC                           |
| 330688       | 2008 HR69  | 29 abr 2008 | Mount Lemmon  | Mount Lemmon Survey | —         | MPC                           |
| 330689       | 2008 JP1   | 2 mai 2008  | Mount Lemmon  | Mount Lemmon Survey | —         | MPC                           |
| 330690       | 2008 JX2   | 3 mai 2008  | Dauban        | F. Kugel            | —         | MPC                           |
| 330691       | 2008 JT11  | 3 mai 2008  | Kitt Peak     | Spacewatch          | —         | MPC                           |
| 330692       | 2008 JG23  | 7 mai 2008  | Kitt Peak     | Spacewatch          | —         | MPC                           |
| 330693       | 2008 JL28  | 8 mai 2008  | Kitt Peak     | Spacewatch          | —         | MPC                           |
| 330694       | 2008 JP28  | 8 mai 2008  | Kitt Peak     | Spacewatch          | —         | MPC                           |
| 330695       | 2008 KF2   | 26 mai 2008 | Kitt Peak     | Spacewatch          | —         | MPC                           |
| 330696       | 2008 KC9   | 27 mai 2008 | Kitt Peak     | Spacewatch          | —         | MPC                           |
| 330697       | 2008 KZ11  | 29 mai 2008 | Wrightwood    | J. W. Young         | Pallas    | MPC                           |
| 330698       | 2008 KT12  | 27 mai 2008 | Kitt Peak     | Spacewatch          | —         | MPC                           |
| 330699       | 2008 KU13  | 27 mai 2008 | Kitt Peak     | Spacewatch          | —         | MPC                           |
| 330700       | 2008 KZ17  | 28 mai 2008 | Kitt Peak     | Spacewatch          | —         | MPC                           |

## 330701–330800
| Designação | Designação | Descoberta  | Descoberta           | Descobridor(es)     | Categoria | Mais informações / Referência |
| Permanente | Provisória | Data        | Local                | Descobridor(es)     | Categoria | Mais informações / Referência |
| ---------- | ---------- | ----------- | -------------------- | ------------------- | --------- | ----------------------------- |
| 330701     | 2008 KA30  | 29 mai 2008 | Kitt Peak            | Spacewatch          | —         | MPC                           |
| 330702     | 2008 LW4   | 3 jun 2008  | Mount Lemmon         | Mount Lemmon Survey | —         | MPC                           |
| 330703     | 2008 LR10  | 6 jun 2008  | Kitt Peak            | Spacewatch          | —         | MPC                           |
| 330704     | 2008 LX13  | 7 jun 2008  | Catalina             | CSS                 | —         | MPC                           |
| 330705     | 2008 LR15  | 9 jun 2008  | Kitt Peak            | Spacewatch          | —         | MPC                           |
| 330706     | 2008 MY    | 27 jun 2008 | Siding Spring        | SSS                 | —         | MPC                           |
| 330707     | 2008 NC5   | 3 jul 2008  | Siding Spring        | SSS                 | —         | MPC                           |
| 330708     | 2008 OS    | 25 jul 2008 | La Sagra             | Mallorca Obs.       | —         | MPC                           |
| 330709     | 2008 OV7   | 28 jul 2008 | La Sagra             | Mallorca Obs.       | —         | MPC                           |
| 330710     | 2008 OD11  | 18 set 2004 | Socorro              | LINEAR              | —         | MPC                           |
| 330711     | 2008 OM14  | 24 dez 2005 | Kitt Peak            | Spacewatch          | —         | MPC                           |
| 330712     | 2008 PR1   | 3 ago 2008  | Vallemare di Borbona | V. S. Casulli       | —         | MPC                           |
| 330713     | 2008 PC8   | 5 ago 2008  | La Sagra             | Mallorca Obs.       | —         | MPC                           |
| 330714     | 2008 PB10  | 5 ago 2008  | La Sagra             | Mallorca Obs.       | Eos       | MPC                           |
| 330715     | 2008 PO14  | 10 ago 2008 | Dauban               | F. Kugel            | —         | MPC                           |
| 330716     | 2008 PS20  | 5 ago 2008  | Siding Spring        | SSS                 | Eos       | MPC                           |
| 330717     | 2008 PZ20  | 2 ago 2008  | Siding Spring        | SSS                 | —         | MPC                           |
| 330718     | 2008 QT4   | 20 ago 2008 | Kitt Peak            | Spacewatch          | —         | MPC                           |
| 330719     | 2008 QH6   | 28 jul 2008 | Mount Lemmon         | Mount Lemmon Survey | —         | MPC                           |
| 330720     | 2008 QR23  | 30 ago 2008 | Bergisch Gladbac     | W. Bickel           | —         | MPC                           |
| 330721     | 2008 QZ25  | 29 ago 2008 | La Sagra             | Mallorca Obs.       | —         | MPC                           |
| 330722     | 2008 QT34  | 24 ago 2008 | La Sagra             | Mallorca Obs.       | —         | MPC                           |
| 330723     | 2008 QX43  | 23 ago 2008 | Siding Spring        | SSS                 | —         | MPC                           |
| 330724     | 2008 QZ46  | 21 ago 2008 | Kitt Peak            | Spacewatch          | —         | MPC                           |
| 330725     | 2008 RM22  | 3 set 2008  | La Sagra             | Mallorca Obs.       | —         | MPC                           |
| 330726     | 2008 RE47  | 2 set 2008  | Kitt Peak            | Spacewatch          | —         | MPC                           |
| 330727     | 2008 RO74  | 6 set 2008  | Catalina             | CSS                 | —         | MPC                           |
| 330728     | 2008 RA91  | 6 set 2008  | Mount Lemmon         | Mount Lemmon Survey | —         | MPC                           |
| 330729     | 2008 RP95  | 7 set 2008  | Catalina             | CSS                 | —         | MPC                           |
| 330730     | 2008 RK103 | 5 set 2008  | Kitt Peak            | Spacewatch          | —         | MPC                           |
| 330731     | 2008 RV112 | 5 set 2008  | Kitt Peak            | Spacewatch          | Brangane  | MPC                           |
| 330732     | 2008 RH119 | 4 set 2008  | Kitt Peak            | Spacewatch          | —         | MPC                           |
| 330733     | 2008 RA137 | 4 set 2008  | Kitt Peak            | Spacewatch          | —         | MPC                           |
| 330734     | 2008 RE140 | 8 fev 2002  | Kitt Peak            | M. W. Buie          | —         | MPC                           |
| 330735     | 2008 SB16  | 4 set 2008  | Kitt Peak            | Spacewatch          | —         | MPC                           |
| 330736     | 2008 SQ21  | 19 set 2008 | Kitt Peak            | Spacewatch          | —         | MPC                           |
| 330737     | 2008 SS25  | 22 ago 2008 | Kitt Peak            | Spacewatch          | —         | MPC                           |
| 330738     | 2008 SS29  | 4 set 2008  | Kitt Peak            | Spacewatch          | Ursula    | MPC                           |
| 330739     | 2008 SX30  | 20 set 2008 | Kitt Peak            | Spacewatch          | —         | MPC                           |
| 330740     | 2008 SN31  | 20 set 2008 | Kitt Peak            | Spacewatch          | —         | MPC                           |
| 330741     | 2008 ST34  | 20 set 2008 | Kitt Peak            | Spacewatch          | Ursula    | MPC                           |
| 330742     | 2008 SH65  | 21 set 2008 | Mount Lemmon         | Mount Lemmon Survey | —         | MPC                           |
| 330743     | 2008 SV86  | 20 set 2008 | Kitt Peak            | Spacewatch          | —         | MPC                           |
| 330744     | 2008 SZ91  | 21 set 2008 | Kitt Peak            | Spacewatch          | —         | MPC                           |
| 330745     | 2008 SW113 | 22 set 2008 | Kitt Peak            | Spacewatch          | —         | MPC                           |
| 330746     | 2008 SC114 | 22 set 2008 | Kitt Peak            | Spacewatch          | —         | MPC                           |
| 330747     | 2008 SX121 | 22 set 2008 | Mount Lemmon         | Mount Lemmon Survey | —         | MPC                           |
| 330748     | 2008 SE124 | 22 set 2008 | Mount Lemmon         | Mount Lemmon Survey | Brangane  | MPC                           |
| 330749     | 2008 SO131 | 22 set 2008 | Kitt Peak            | Spacewatch          | —         | MPC                           |
| 330750     | 2008 SD135 | 23 set 2008 | Catalina             | CSS                 | —         | MPC                           |
| 330751     | 2008 SV145 | 21 set 2008 | Bergisch Gladbac     | W. Bickel           | —         | MPC                           |
| 330752     | 2008 SO147 | 25 set 2008 | Bergisch Gladbac     | W. Bickel           | Brangane  | MPC                           |
| 330753     | 2008 ST148 | 27 set 2008 | Andrushivka          | Andrushivka Obs.    | —         | MPC                           |
| 330754     | 2008 SO149 | 28 set 2008 | Dauban               | F. Kugel            | —         | MPC                           |
| 330755     | 2008 SA171 | 21 set 2008 | Mount Lemmon         | Mount Lemmon Survey | —         | MPC                           |
| 330756     | 2008 SO178 | 24 out 2003 | Apache Point         | SDSS                | Brangane  | MPC                           |
| 330757     | 2008 SE199 | 26 set 2008 | Mount Lemmon         | Mount Lemmon Survey | —         | MPC                           |
| 330758     | 2008 SR199 | 26 set 2008 | Kitt Peak            | Spacewatch          | —         | MPC                           |
| 330759     | 2008 SO218 | 30 set 2008 | Mount Lemmon         | Mount Lemmon Survey | —         | MPC                           |
| 330760     | 2008 SQ253 | 21 set 2008 | Siding Spring        | SSS                 | —         | MPC                           |
| 330761     | 2008 SR256 | 21 set 2008 | Kitt Peak            | Spacewatch          | —         | MPC                           |
| 330762     | 2008 SZ256 | 21 set 2008 | Catalina             | CSS                 | —         | MPC                           |
| 330763     | 2008 SW259 | 23 set 2008 | Kitt Peak            | Spacewatch          | —         | MPC                           |
| 330764     | 2008 SR264 | 25 set 2008 | Kitt Peak            | Spacewatch          | —         | MPC                           |
| 330765     | 2008 SD269 | 30 set 2008 | Mount Lemmon         | Mount Lemmon Survey | —         | MPC                           |
| 330766     | 2008 SL272 | 23 set 2008 | Mount Lemmon         | Mount Lemmon Survey | —         | MPC                           |
| 330767     | 2008 ST273 | 6 set 2008  | Kitt Peak            | Spacewatch          | —         | MPC                           |
| 330768     | 2008 SE274 | 28 set 2008 | Socorro              | LINEAR              | —         | MPC                           |
| 330769     | 2008 SE296 | 28 set 2008 | Catalina             | CSS                 | —         | MPC                           |
| 330770     | 2008 SU300 | 23 set 2008 | Socorro              | LINEAR              | —         | MPC                           |
| 330771     | 2008 SJ301 | 23 set 2008 | Socorro              | LINEAR              | —         | MPC                           |
| 330772     | 2008 TW1   | 3 out 2008  | Pla D'Arguines       | Pla D'Arguines Obs. | Ursula    | MPC                           |
| 330773     | 2008 TR3   | 4 out 2008  | Črni Vrh             | Črni Vrh            | —         | MPC                           |
| 330774     | 2008 TA6   | 3 out 2008  | La Sagra             | Mallorca Obs.       | —         | MPC                           |
| 330775     | 2008 TL6   | 3 out 2008  | La Sagra             | Mallorca Obs.       | —         | MPC                           |
| 330776     | 2008 TH31  | 1 out 2008  | Kitt Peak            | Spacewatch          | —         | MPC                           |
| 330777     | 2008 TB37  | 1 out 2008  | Catalina             | CSS                 | —         | MPC                           |
| 330778     | 2008 TH44  | 1 out 2008  | Mount Lemmon         | Mount Lemmon Survey | —         | MPC                           |
| 330779     | 2008 TV48  | 2 out 2008  | Kitt Peak            | Spacewatch          | —         | MPC                           |
| 330780     | 2008 TZ54  | 2 out 2008  | Kitt Peak            | Spacewatch          | Juno      | MPC                           |
| 330781     | 2008 TW61  | 2 out 2008  | Kitt Peak            | Spacewatch          | —         | MPC                           |
| 330782     | 2008 TE101 | 9 set 2008  | Mount Lemmon         | Mount Lemmon Survey | —         | MPC                           |
| 330783     | 2008 TZ105 | 6 out 2008  | Mount Lemmon         | Mount Lemmon Survey | —         | MPC                           |
| 330784     | 2008 TH122 | 7 out 2008  | Catalina             | CSS                 | —         | MPC                           |
| 330785     | 2008 TE162 | 10 out 2008 | Catalina             | CSS                 | —         | MPC                           |
| 330786     | 2008 TO177 | 1 out 2008  | Catalina             | CSS                 | —         | MPC                           |
| 330787     | 2008 UX43  | 20 out 2008 | Mount Lemmon         | Mount Lemmon Survey | —         | MPC                           |
| 330788     | 2008 UK75  | 21 out 2008 | Kitt Peak            | Spacewatch          | Juno      | MPC                           |
| 330789     | 2008 UN117 | 22 out 2008 | Kitt Peak            | Spacewatch          | —         | MPC                           |
| 330790     | 2008 UV130 | 23 out 2008 | Kitt Peak            | Spacewatch          | Ursula    | MPC                           |
| 330791     | 2008 UQ136 | 23 out 2008 | Kitt Peak            | Spacewatch          | —         | MPC                           |
| 330792     | 2008 UO160 | 23 out 2008 | Kitt Peak            | Spacewatch          | —         | MPC                           |
| 330793     | 2008 UR174 | 24 out 2008 | Catalina             | CSS                 | —         | MPC                           |
| 330794     | 2008 UW180 | 24 out 2008 | Kitt Peak            | Spacewatch          | —         | MPC                           |
| 330795     | 2008 UQ202 | 26 out 2008 | Socorro              | LINEAR              | Brangane  | MPC                           |
| 330796     | 2008 UK205 | 27 out 2008 | Catalina             | CSS                 | —         | MPC                           |
| 330797     | 2008 UA255 | 27 out 2008 | Mount Lemmon         | Mount Lemmon Survey | —         | MPC                           |
| 330798     | 2008 UM255 | 25 fev 2006 | Anderson Mesa        | LONEOS              | —         | MPC                           |
| 330799     | 2008 UE283 | 26 mar 2006 | Mount Lemmon         | Mount Lemmon Survey | —         | MPC                           |
| 330800     | 2008 UL307 | 30 out 2008 | Catalina             | CSS                 | —         | MPC                           |

## 330801–330900
| Designação         | Designação | Descoberta  | Descoberta       | Descobridor(es)       | Categoria | Mais informações / Referência |
| Permanente         | Provisória | Data        | Local            | Descobridor(es)       | Categoria | Mais informações / Referência |
| ------------------ | ---------- | ----------- | ---------------- | --------------------- | --------- | ----------------------------- |
| 330801             | 2008 UZ312 | 30 out 2008 | Kitt Peak        | Spacewatch            | —         | MPC                           |
| 330802             | 2008 UV313 | 30 out 2008 | Mount Lemmon     | Mount Lemmon Survey   | —         | MPC                           |
| 330803             | 2008 UF331 | 31 out 2008 | Mount Lemmon     | Mount Lemmon Survey   | —         | MPC                           |
| 330804             | 2008 UU334 | 20 out 2008 | Kitt Peak        | Spacewatch            | —         | MPC                           |
| 330805             | 2008 UV344 | 30 out 2008 | Kitt Peak        | Spacewatch            | —         | MPC                           |
| 330806             | 2008 UW345 | 26 out 2008 | Siding Spring    | SSS                   | —         | MPC                           |
| 330807             | 2008 UD361 | 25 out 2008 | Catalina         | CSS                   | —         | MPC                           |
| 330808             | 2008 UU370 | 26 out 2008 | Mount Lemmon     | Mount Lemmon Survey   | —         | MPC                           |
| 330809             | 2008 VK14  | 8 nov 2008  | Socorro          | LINEAR                | —         | MPC                           |
| 330810             | 2008 VO21  | 1 nov 2008  | Mount Lemmon     | Mount Lemmon Survey   | —         | MPC                           |
| 330811             | 2008 VK27  | 2 nov 2008  | Kitt Peak        | Spacewatch            | —         | MPC                           |
| 330812             | 2008 VX34  | 2 nov 2008  | Mount Lemmon     | Mount Lemmon Survey   | —         | MPC                           |
| 330813             | 2008 VZ49  | 4 nov 2008  | Kitt Peak        | Spacewatch            | —         | MPC                           |
| 330814             | 2008 VK53  | 6 nov 2008  | Catalina         | CSS                   | —         | MPC                           |
| 330815             | 2008 VU65  | 2 nov 2008  | Mount Lemmon     | Mount Lemmon Survey   | —         | MPC                           |
| 330816             | 2008 VG75  | 2 nov 2008  | Catalina         | CSS                   | —         | MPC                           |
| 330817             | 2008 WH    | 18 nov 2008 | Cordell-Lorenz   | D. T. Durig           | —         | MPC                           |
| 330818             | 2008 WN15  | 17 nov 2008 | Kitt Peak        | Spacewatch            | —         | MPC                           |
| 330819             | 2008 WA22  | 18 nov 2008 | Catalina         | CSS                   | —         | MPC                           |
| 330820             | 2008 WH62  | 24 nov 2008 | Mayhill          | A. Lowe               | —         | MPC                           |
| 330821             | 2008 WS76  | 20 nov 2008 | Kitt Peak        | Spacewatch            | Ursula    | MPC                           |
| 330822             | 2008 WA91  | 23 nov 2008 | Mount Lemmon     | Mount Lemmon Survey   | Juno      | MPC                           |
| 330823             | 2008 WM97  | 19 nov 2008 | Catalina         | CSS                   | —         | MPC                           |
| 330824             | 2008 WZ136 | 21 nov 2008 | Kitt Peak        | Spacewatch            | Flora     | MPC                           |
| 330825             | 2008 XE3   | 6 dez 2008  | Socorro          | LINEAR                | —         | MPC                           |
| 330826             | 2009 BV59  | 16 jan 2009 | Mount Lemmon     | Mount Lemmon Survey   | —         | MPC                           |
| 330827             | 2009 DM33  | 20 fev 2009 | Kitt Peak        | Spacewatch            | —         | MPC                           |
| 330828             | 2009 EQ3   | 14 mar 2009 | La Sagra         | Mallorca Obs.         | —         | MPC                           |
| 330829             | 2009 FY    | 5 set 2007  | Catalina         | CSS                   | Juno      | MPC                           |
| 330830             | 2009 FC15  | 16 mar 2009 | Kitt Peak        | Spacewatch            | Mitidika  | MPC                           |
| 330831             | 2009 FS29  | 12 out 1993 | Kitt Peak        | Spacewatch            | —         | MPC                           |
| 330832             | 2009 FG30  | 25 mar 2009 | Bisei SG Center  | BATTeRS               | Juno      | MPC                           |
| 330833             | 2009 FG67  | 29 dez 2003 | Catalina         | CSS                   | —         | MPC                           |
| 330834             | 2009 HS36  | 20 abr 2009 | La Sagra         | Mallorca Obs.         | Juno      | MPC                           |
| 330835             | 2009 HC42  | 20 abr 2009 | Kitt Peak        | Spacewatch            | —         | MPC                           |
| 330836 Orius       | 2009 HW77  | 25 abr 2009 | Baldone          | K. Černis, I. Eglītis | —         | MPC                           |
| 330837             | 2009 MQ2   | 15 ago 2002 | Anderson Mesa    | LONEOS                | —         | MPC                           |
| 330838             | 2009 ND    | 3 jul 2009  | La Sagra         | Mallorca Obs.         | —         | MPC                           |
| 330839             | 2009 OS4   | 20 jul 2009 | La Sagra         | Mallorca Obs.         | —         | MPC                           |
| 330840             | 2009 OW4   | 25 jul 2009 | La Sagra         | Mallorca Obs.         | —         | MPC                           |
| 330841             | 2009 OE8   | 27 jul 2009 | Catalina         | CSS                   | —         | MPC                           |
| 330842             | 2009 OR8   | 26 jul 2009 | La Sagra         | Mallorca Obs.         | —         | MPC                           |
| 330843             | 2009 OC20  | 28 jul 2009 | La Sagra         | Mallorca Obs.         | —         | MPC                           |
| 330844             | 2009 OR22  | 2 out 2003  | Kitt Peak        | Spacewatch            | —         | MPC                           |
| 330845             | 2009 PD3   | 10 nov 2006 | Kitt Peak        | Spacewatch            | —         | MPC                           |
| 330846             | 2009 PX3   | 14 ago 2009 | La Sagra         | Mallorca Obs.         | —         | MPC                           |
| 330847             | 2009 PZ4   | 15 ago 2009 | La Sagra         | Mallorca Obs.         | —         | MPC                           |
| 330848             | 2009 PT5   | 15 ago 2009 | Grove Creek      | F. Tozzi              | —         | MPC                           |
| 330849             | 2009 PO8   | 15 ago 2009 | Catalina         | CSS                   | —         | MPC                           |
| 330850             | 2009 PB12  | 15 ago 2009 | Catalina         | CSS                   | —         | MPC                           |
| 330851             | 2009 PP12  | 3 fev 2001  | Kitt Peak        | Spacewatch            | —         | MPC                           |
| 330852             | 2009 PE15  | 15 ago 2009 | Catalina         | CSS                   | —         | MPC                           |
| 330853             | 2009 PR15  | 15 ago 2009 | Kitt Peak        | Spacewatch            | —         | MPC                           |
| 330854             | 2009 PJ19  | 15 ago 2009 | Kitt Peak        | Spacewatch            | —         | MPC                           |
| 330855             | 2009 QH1   | 16 ago 2009 | Črni Vrh         | Črni Vrh              | —         | MPC                           |
| 330856 Ernsthelene | 2009 QT9   | 20 ago 2009 | Taunus           | R. Kling, U. Zimmer   | —         | MPC                           |
| 330857             | 2009 QN19  | 18 ago 2009 | Kitt Peak        | Spacewatch            | —         | MPC                           |
| 330858             | 2009 QP23  | 16 ago 2009 | La Sagra         | Mallorca Obs.         | —         | MPC                           |
| 330859             | 2009 QP29  | 23 ago 2009 | Bergisch Gladbac | W. Bickel             | —         | MPC                           |
| 330860             | 2009 QN30  | 21 ago 2009 | Socorro          | LINEAR                | —         | MPC                           |
| 330861             | 2009 QM31  | 20 ago 2009 | Kitt Peak        | Spacewatch            | Chloris   | MPC                           |
| 330862             | 2009 QZ33  | 2 out 2003  | Kitt Peak        | Spacewatch            | —         | MPC                           |
| 330863             | 2009 QT41  | 18 ago 2009 | Kitt Peak        | Spacewatch            | —         | MPC                           |
| 330864             | 2009 QK42  | 16 out 2004 | Socorro          | LINEAR                | —         | MPC                           |
| 330865             | 2009 QE46  | 14 abr 2008 | Mount Lemmon     | Mount Lemmon Survey   | —         | MPC                           |
| 330866             | 2009 QJ47  | 28 ago 2009 | La Sagra         | Mallorca Obs.         | —         | MPC                           |
| 330867             | 2009 QB48  | 28 ago 2009 | La Sagra         | Mallorca Obs.         | —         | MPC                           |
| 330868             | 2009 QO51  | 28 ago 2009 | Kitt Peak        | Spacewatch            | —         | MPC                           |
| 330869             | 2009 QR51  | 28 ago 2009 | Kitt Peak        | Spacewatch            | Mitidika  | MPC                           |
| 330870             | 2009 QT61  | 27 ago 2009 | Kitt Peak        | Spacewatch            | —         | MPC                           |
| 330871             | 2009 RF    | 9 set 2009  | Bisei SG Center  | BATTeRS               | —         | MPC                           |
| 330872             | 2009 RF1   | 10 set 2009 | La Sagra         | Mallorca Obs.         | —         | MPC                           |
| 330873             | 2009 RQ1   | 10 set 2009 | ESA OGS          | ESA OGS               | —         | MPC                           |
| 330874             | 2009 RV9   | 12 set 2009 | Kitt Peak        | Spacewatch            | —         | MPC                           |
| 330875             | 2009 RY9   | 13 mar 2007 | Mount Lemmon     | Mount Lemmon Survey   | —         | MPC                           |
| 330876             | 2009 RR17  | 12 set 2009 | Kitt Peak        | Spacewatch            | —         | MPC                           |
| 330877             | 2009 RF22  | 15 set 2009 | Kitt Peak        | Spacewatch            | —         | MPC                           |
| 330878             | 2009 RL26  | 13 set 2009 | Socorro          | LINEAR                | —         | MPC                           |
| 330879             | 2009 RX28  | 14 set 2009 | La Sagra         | Mallorca Obs.         | —         | MPC                           |
| 330880             | 2009 RV30  | 14 set 2009 | Kitt Peak        | Spacewatch            | —         | MPC                           |
| 330881             | 2009 RL33  | 14 set 2009 | Kitt Peak        | Spacewatch            | —         | MPC                           |
| 330882             | 2009 RJ34  | 14 set 2009 | Kitt Peak        | Spacewatch            | —         | MPC                           |
| 330883             | 2009 RH35  | 14 set 2009 | Kitt Peak        | Spacewatch            | —         | MPC                           |
| 330884             | 2009 RG40  | 15 set 2009 | Kitt Peak        | Spacewatch            | —         | MPC                           |
| 330885             | 2009 RG48  | 15 set 2009 | Kitt Peak        | Spacewatch            | —         | MPC                           |
| 330886             | 2009 RW49  | 15 set 2009 | Kitt Peak        | Spacewatch            | —         | MPC                           |
| 330887             | 2009 RZ50  | 15 set 2009 | Kitt Peak        | Spacewatch            | —         | MPC                           |
| 330888             | 2009 RL54  | 15 set 2009 | Kitt Peak        | Spacewatch            | —         | MPC                           |
| 330889             | 2009 RO55  | 15 set 2009 | Kitt Peak        | Spacewatch            | —         | MPC                           |
| 330890             | 2009 RM61  | 12 set 2009 | La Sagra         | Mallorca Obs.         | —         | MPC                           |
| 330891             | 2009 RY70  | 15 set 2009 | Kitt Peak        | Spacewatch            | Mitidika  | MPC                           |
| 330892             | 2009 RF74  | 15 set 2009 | Kitt Peak        | Spacewatch            | —         | MPC                           |
| 330893             | 2009 SW7   | 16 set 2009 | Mount Lemmon     | Mount Lemmon Survey   | —         | MPC                           |
| 330894             | 2009 SS17  | 17 set 2009 | Catalina         | CSS                   | —         | MPC                           |
| 330895             | 2009 SZ18  | 21 set 2009 | La Silla         | La Silla Obs.         | —         | MPC                           |
| 330896             | 2009 SX22  | 16 set 2009 | Kitt Peak        | Spacewatch            | —         | MPC                           |
| 330897             | 2009 SV30  | 16 set 2009 | Kitt Peak        | Spacewatch            | —         | MPC                           |
| 330898             | 2009 SA34  | 16 set 2009 | Kitt Peak        | Spacewatch            | —         | MPC                           |
| 330899             | 2009 SX38  | 16 set 2009 | Kitt Peak        | Spacewatch            | —         | MPC                           |
| 330900             | 2009 SS43  | 14 jan 2002 | Kitt Peak        | Spacewatch            | —         | MPC                           |

## 330901–331000
| Designação        | Designação | Descoberta  | Descoberta       | Descobridor(es)     | Categoria | Mais informações / Referência |
| Permanente        | Provisória | Data        | Local            | Descobridor(es)     | Categoria | Mais informações / Referência |
| ----------------- | ---------- | ----------- | ---------------- | ------------------- | --------- | ----------------------------- |
| 330901            | 2009 SH53  | 17 set 2009 | Catalina         | CSS                 | —         | MPC                           |
| 330902            | 2009 SR56  | 17 set 2009 | Kitt Peak        | Spacewatch          | —         | MPC                           |
| 330903            | 2009 SG66  | 17 set 2009 | Kitt Peak        | Spacewatch          | —         | MPC                           |
| 330904            | 2009 SR66  | 17 set 2009 | Kitt Peak        | Spacewatch          | —         | MPC                           |
| 330905            | 2009 SE67  | 17 set 2009 | Kitt Peak        | Spacewatch          | —         | MPC                           |
| 330906            | 2009 SX73  | 17 set 2009 | Kitt Peak        | Spacewatch          | —         | MPC                           |
| 330907            | 2009 SP74  | 17 set 2009 | Kitt Peak        | Spacewatch          | —         | MPC                           |
| 330908            | 2009 SX74  | 17 set 2009 | Kitt Peak        | Spacewatch          | —         | MPC                           |
| 330909            | 2009 SC75  | 17 set 2009 | Kitt Peak        | Spacewatch          | —         | MPC                           |
| 330910            | 2009 SD77  | 4 fev 2006  | Kitt Peak        | Spacewatch          | Ursula    | MPC                           |
| 330911            | 2009 SG88  | 18 set 2009 | Kitt Peak        | Spacewatch          | —         | MPC                           |
| 330912            | 2009 SQ92  | 18 set 2009 | Mount Lemmon     | Mount Lemmon Survey | Brangane  | MPC                           |
| 330913            | 2009 SX92  | 18 set 2009 | Purple Mountain  | PMO NEO             | —         | MPC                           |
| 330914            | 2009 SW96  | 19 set 2009 | Mount Lemmon     | Mount Lemmon Survey | —         | MPC                           |
| 330915            | 2009 SN102 | 20 set 2009 | Socorro          | LINEAR              | —         | MPC                           |
| 330916            | 2009 SS102 | 23 set 2009 | Taunus           | S. Karge, R. Kling  | —         | MPC                           |
| 330917            | 2009 SH104 | 26 set 2009 | La Sagra         | Mallorca Obs.       | Phocaea   | MPC                           |
| 330918            | 2009 SA108 | 16 set 2009 | Mount Lemmon     | Mount Lemmon Survey | —         | MPC                           |
| 330919            | 2009 SC108 | 16 set 2009 | Mount Lemmon     | Mount Lemmon Survey | —         | MPC                           |
| 330920            | 2009 SY125 | 18 set 2009 | Kitt Peak        | Spacewatch          | —         | MPC                           |
| 330921            | 2009 SP131 | 18 set 2009 | Kitt Peak        | Spacewatch          | —         | MPC                           |
| 330922            | 2009 SY132 | 18 set 2009 | Kitt Peak        | Spacewatch          | —         | MPC                           |
| 330923            | 2009 SV137 | 18 set 2009 | Kitt Peak        | Spacewatch          | —         | MPC                           |
| 330924            | 2009 SL154 | 20 set 2009 | Kitt Peak        | Spacewatch          | —         | MPC                           |
| 330925            | 2009 SW161 | 21 set 2009 | Catalina         | CSS                 | —         | MPC                           |
| 330926            | 2009 SD177 | 25 out 2005 | Kitt Peak        | Spacewatch          | —         | MPC                           |
| 330927            | 2009 SG187 | 14 mar 2007 | Mount Lemmon     | Mount Lemmon Survey | —         | MPC                           |
| 330928            | 2009 SB188 | 21 set 2009 | Kitt Peak        | Spacewatch          | —         | MPC                           |
| 330929            | 2009 SU191 | 22 set 2009 | Kitt Peak        | Spacewatch          | —         | MPC                           |
| 330930            | 2009 SL201 | 22 set 2009 | Kitt Peak        | Spacewatch          | Themis    | MPC                           |
| 330931            | 2009 SH202 | 22 set 2009 | Kitt Peak        | Spacewatch          | —         | MPC                           |
| 330932            | 2009 SG213 | 23 set 2009 | Kitt Peak        | Spacewatch          | —         | MPC                           |
| 330933            | 2009 SS213 | 23 set 2009 | Kitt Peak        | Spacewatch          | Mitidika  | MPC                           |
| 330934 Natevanwey | 2009 SX228 | 26 set 2009 | LightBuckets     | S. Cullen           | —         | MPC                           |
| 330935            | 2009 SQ229 | 16 set 2009 | Kitt Peak        | Spacewatch          | —         | MPC                           |
| 330936            | 2009 SB230 | 16 set 2009 | Mount Lemmon     | Mount Lemmon Survey | —         | MPC                           |
| 330937            | 2009 SF231 | 19 set 2009 | Kitt Peak        | Spacewatch          | —         | MPC                           |
| 330938            | 2009 SP233 | 21 set 2009 | Catalina         | CSS                 | —         | MPC                           |
| 330939            | 2009 SP234 | 16 set 2009 | Catalina         | CSS                 | —         | MPC                           |
| 330940            | 2009 SW236 | 16 set 2009 | Catalina         | CSS                 | —         | MPC                           |
| 330941            | 2009 SY238 | 16 set 2009 | Catalina         | CSS                 | —         | MPC                           |
| 330942            | 2009 SL244 | 17 set 2009 | Kitt Peak        | Spacewatch          | —         | MPC                           |
| 330943            | 2009 SC267 | 23 set 2009 | Mount Lemmon     | Mount Lemmon Survey | —         | MPC                           |
| 330944            | 2009 SY274 | 25 set 2009 | Kitt Peak        | Spacewatch          | —         | MPC                           |
| 330945            | 2009 SX276 | 25 set 2009 | Kitt Peak        | Spacewatch          | —         | MPC                           |
| 330946            | 2009 SC278 | 25 set 2009 | Kitt Peak        | Spacewatch          | —         | MPC                           |
| 330947            | 2009 SG279 | 25 set 2009 | Kitt Peak        | Spacewatch          | —         | MPC                           |
| 330948            | 2009 SH283 | 25 set 2009 | Kitt Peak        | Spacewatch          | —         | MPC                           |
| 330949            | 2009 SG284 | 17 set 2009 | Kitt Peak        | Spacewatch          | —         | MPC                           |
| 330950            | 2009 SR293 | 26 set 2009 | Kitt Peak        | Spacewatch          | —         | MPC                           |
| 330951            | 2009 SW293 | 26 set 2009 | Kitt Peak        | Spacewatch          | —         | MPC                           |
| 330952            | 2009 SD306 | 17 set 2009 | Kitt Peak        | Spacewatch          | —         | MPC                           |
| 330953            | 2009 SL329 | 16 set 2009 | Catalina         | CSS                 | —         | MPC                           |
| 330954            | 2009 SW329 | 17 set 2009 | Kitt Peak        | Spacewatch          | —         | MPC                           |
| 330955            | 2009 SF338 | 21 set 2009 | Kitt Peak        | Spacewatch          | —         | MPC                           |
| 330956            | 2009 SO339 | 22 set 2009 | Mount Lemmon     | Mount Lemmon Survey | —         | MPC                           |
| 330957            | 2009 SF340 | 18 set 2009 | Kitt Peak        | Spacewatch          | —         | MPC                           |
| 330958            | 2009 SK341 | 25 set 2009 | Kitt Peak        | Spacewatch          | —         | MPC                           |
| 330959            | 2009 SA344 | 17 set 2009 | Kitt Peak        | Spacewatch          | —         | MPC                           |
| 330960            | 2009 SP344 | 18 set 2009 | Kitt Peak        | Spacewatch          | —         | MPC                           |
| 330961            | 2009 SR344 | 18 set 2009 | Kitt Peak        | Spacewatch          | —         | MPC                           |
| 330962            | 2009 SV345 | 19 set 2009 | Kitt Peak        | Spacewatch          | —         | MPC                           |
| 330963            | 2009 SX345 | 20 set 2009 | Kitt Peak        | Spacewatch          | —         | MPC                           |
| 330964            | 2009 SF346 | 23 set 2009 | Mount Lemmon     | Mount Lemmon Survey | —         | MPC                           |
| 330965            | 2009 SL347 | 28 set 2009 | Mount Lemmon     | Mount Lemmon Survey | —         | MPC                           |
| 330966            | 2009 SB349 | 20 set 2009 | Mount Lemmon     | Mount Lemmon Survey | —         | MPC                           |
| 330967            | 2009 SK349 | 17 set 2009 | Kitt Peak        | Spacewatch          | —         | MPC                           |
| 330968            | 2009 SX353 | 22 set 2009 | Mount Lemmon     | Mount Lemmon Survey | —         | MPC                           |
| 330969            | 2009 SM357 | 22 set 2009 | Kitt Peak        | Spacewatch          | —         | MPC                           |
| 330970            | 2009 SP357 | 24 set 2009 | Catalina         | CSS                 | Phocaea   | MPC                           |
| 330971            | 2009 SB358 | 18 set 2009 | Mount Lemmon     | Mount Lemmon Survey | —         | MPC                           |
| 330972            | 2009 TC1   | 10 out 2009 | Bisei SG Center  | BATTeRS             | Mitidika  | MPC                           |
| 330973            | 2009 TH1   | 10 out 2009 | Bisei SG Center  | BATTeRS             | —         | MPC                           |
| 330974            | 2009 TR1   | 8 out 2009  | La Sagra         | Mallorca Obs.       | —         | MPC                           |
| 330975            | 2009 TL6   | 1 ago 2009  | Kitt Peak        | Spacewatch          | —         | MPC                           |
| 330976            | 2009 TY10  | 11 out 2009 | La Sagra         | Mallorca Obs.       | —         | MPC                           |
| 330977            | 2009 TY11  | 14 out 2009 | Bergisch Gladbac | W. Bickel           | —         | MPC                           |
| 330978            | 2009 TR13  | 13 out 2009 | Weihai           | Shandong University | —         | MPC                           |
| 330979            | 2009 TV15  | 1 out 2009  | Mount Lemmon     | Mount Lemmon Survey | —         | MPC                           |
| 330980            | 2009 TD21  | 5 dez 2005  | Kitt Peak        | Spacewatch          | —         | MPC                           |
| 330981            | 2009 TQ22  | 14 out 2009 | La Sagra         | Mallorca Obs.       | —         | MPC                           |
| 330982            | 2009 TX26  | 14 out 2009 | La Sagra         | Mallorca Obs.       | —         | MPC                           |
| 330983            | 2009 TV35  | 14 out 2009 | Catalina         | CSS                 | —         | MPC                           |
| 330984            | 2009 TH41  | 14 out 2009 | Catalina         | CSS                 | —         | MPC                           |
| 330985            | 2009 TB46  | 12 out 2009 | Mount Lemmon     | Mount Lemmon Survey | —         | MPC                           |
| 330986            | 2009 TQ47  | 1 out 2009  | Mount Lemmon     | Mount Lemmon Survey | —         | MPC                           |
| 330987            | 2009 UH11  | 17 set 2009 | Kitt Peak        | Spacewatch          | —         | MPC                           |
| 330988            | 2009 UT12  | 17 out 2009 | Mount Lemmon     | Mount Lemmon Survey | —         | MPC                           |
| 330989            | 2009 UX24  | 18 out 2009 | Mount Lemmon     | Mount Lemmon Survey | Ursula    | MPC                           |
| 330990            | 2009 UY24  | 18 out 2009 | Mount Lemmon     | Mount Lemmon Survey | —         | MPC                           |
| 330991            | 2009 UU25  | 21 out 2009 | Catalina         | CSS                 | —         | MPC                           |
| 330992            | 2009 UM27  | 21 out 2009 | Catalina         | CSS                 | —         | MPC                           |
| 330993            | 2009 UF28  | 22 out 2009 | Mount Lemmon     | Mount Lemmon Survey | —         | MPC                           |
| 330994            | 2009 UH28  | 22 out 2009 | Catalina         | CSS                 | —         | MPC                           |
| 330995            | 2009 UH32  | 18 set 2009 | Mount Lemmon     | Mount Lemmon Survey | —         | MPC                           |
| 330996            | 2009 UT33  | 18 out 2009 | Mount Lemmon     | Mount Lemmon Survey | —         | MPC                           |
| 330997            | 2009 UJ35  | 21 out 2009 | Mount Lemmon     | Mount Lemmon Survey | —         | MPC                           |
| 330998            | 2009 UC37  | 22 out 2009 | Mount Lemmon     | Mount Lemmon Survey | —         | MPC                           |
| 330999            | 2009 UJ46  | 18 out 2009 | Mount Lemmon     | Mount Lemmon Survey | —         | MPC                           |
| 331000            | 2009 UV46  | 18 out 2009 | Mount Lemmon     | Mount Lemmon Survey | Brangane  | MPC                           |